# Lexus ES
Der Lexus ES (in Japan anfangs als Toyota Windom verkauft) ist eine seit 1989 in mehreren Generationen gebaute Limousine der oberen Mittelklasse der japanischen Premiumautomarke Lexus.
Der ES basiert in allen Generationen auf der Plattform des Toyota Camry oder des Camry-Schwestermodells Toyota Vista und besitzt damit Frontantrieb.
Seit Anfang 2019 wird mit der Einführung der siebten Generation der ES erstmals auch in Europa angeboten.

## Erste Generation (1989–1991)
Die erste Generation des ES (Codename VZV21) debütierte im Januar 1989 auf der NAIAS in Detroit, wo die Marke Lexus zum ersten Mal der Weltöffentlichkeit vorgestellt wurde. Der ES 250 (für 2,5 Liter Hubraum) wurde vor allem entwickelt, damit das Lexus-Flaggschiff LS 400 zur Markteinführung nicht das einzige Lexus-Modell war.
Der ES 250 schöpfte aus seinem 2,5-Liter-Sechszylinder 115 kW (156 PS, SAE). Vom Design ähnelte der ES stark dem Parallelmodell Toyota Camry, jedoch wies der ES einen markanteren Kühlergrill, üppigere Chromverzierungen, rahmenlose Fenster und differierende Felgen auf. Die reichhaltige Innenausstattung beinhaltete eine Stereoanlage mit sechs Lautsprechern von Pioneer, Zierelemente aus Echtholz sowie Ledersitze. Die Getriebeauswahl bestand aus einem 5-Gang-Schaltgetriebe oder einer Viergangautomatik (ECT, Electronically Controlled Automatic Transmission). Letztere verfügte über die Fahrstufen "„Normal“ und „Power“. Die Fahrsicherheit war durch einen Fahrerairbag sowie ABS gewährleistet.
Im September 1989 wurden die beiden Lexus-Modelle ES 250 und LS 400 in den USA auf den Markt gebracht. Der ES 250 wurde als „Luxuslimousine unter den Sportlimousinen“ gepriesen und wurde im ersten Monat in 1216 Exemplaren verkauft, hinsichtlich seiner Verkaufszahlen allerdings deutlich durch den teureren LS 400 geschlagen. Beim LS 400 handelte es sich um ein eigenständiges Modell, dem ES haftete dagegen das Image eines aufgearbeiteten Toyota Camry an. Im Jahr 1990 wurden vom ES 250 19.534 Einheiten und 1991 17.942 Einheiten verkauft, wobei der Löwenanteil der Fahrzeuge mit einem Automatikgetriebe ausgestattet war.
Der ES 250 ist heutzutage auf den Straßen ein seltener Anblick, insbesondere weil das Modell nur zwei Jahre gebaut wurde.

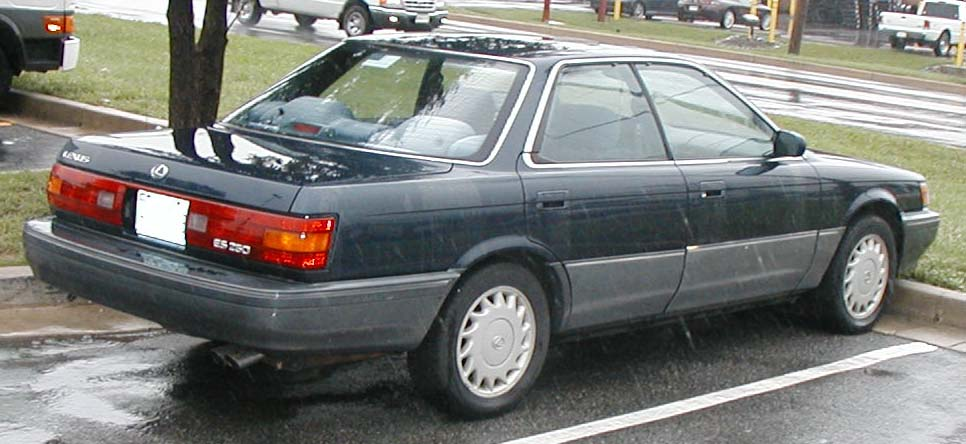
ES 250
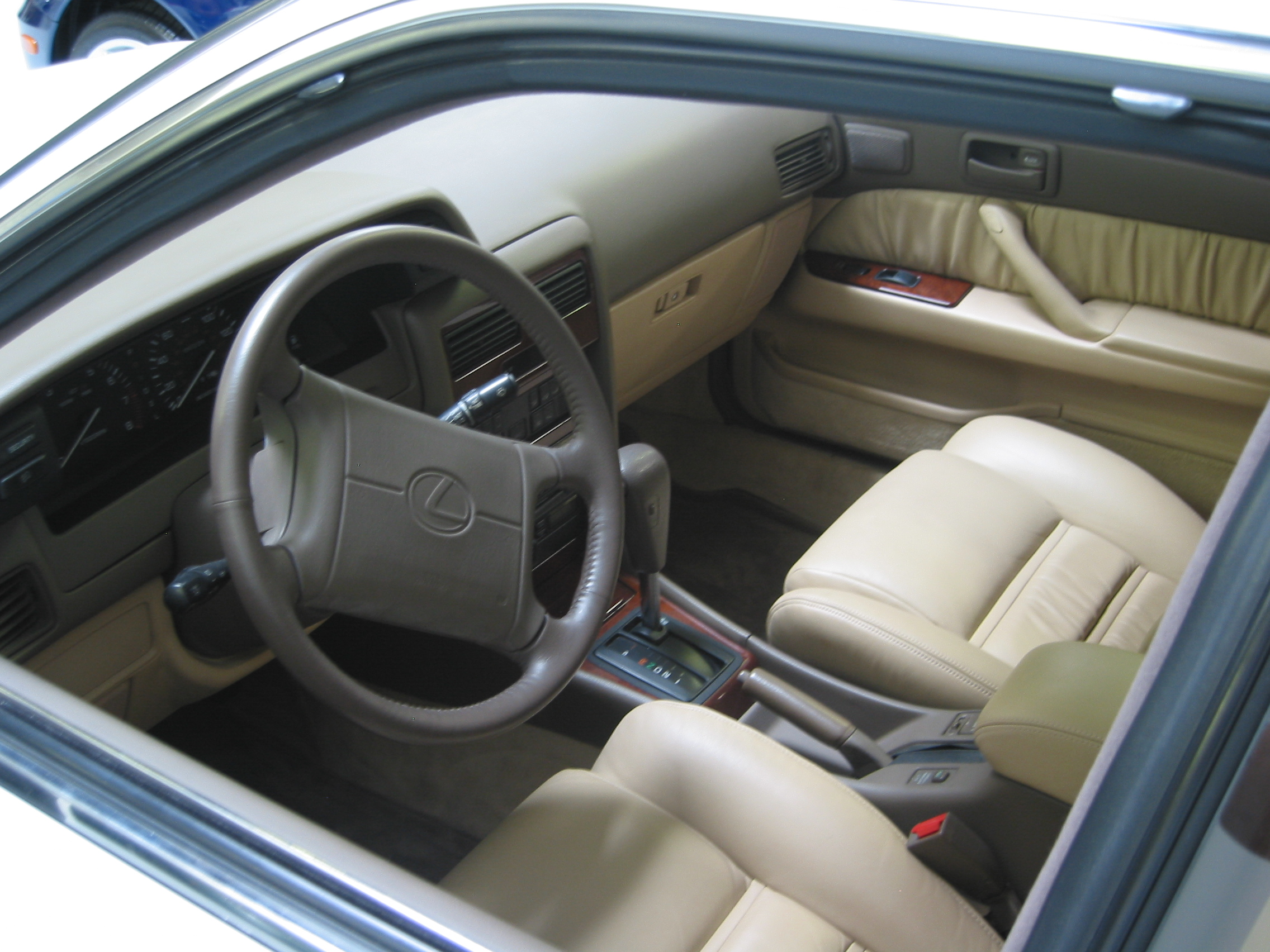
ES 250 Innenraum

### Technische Daten

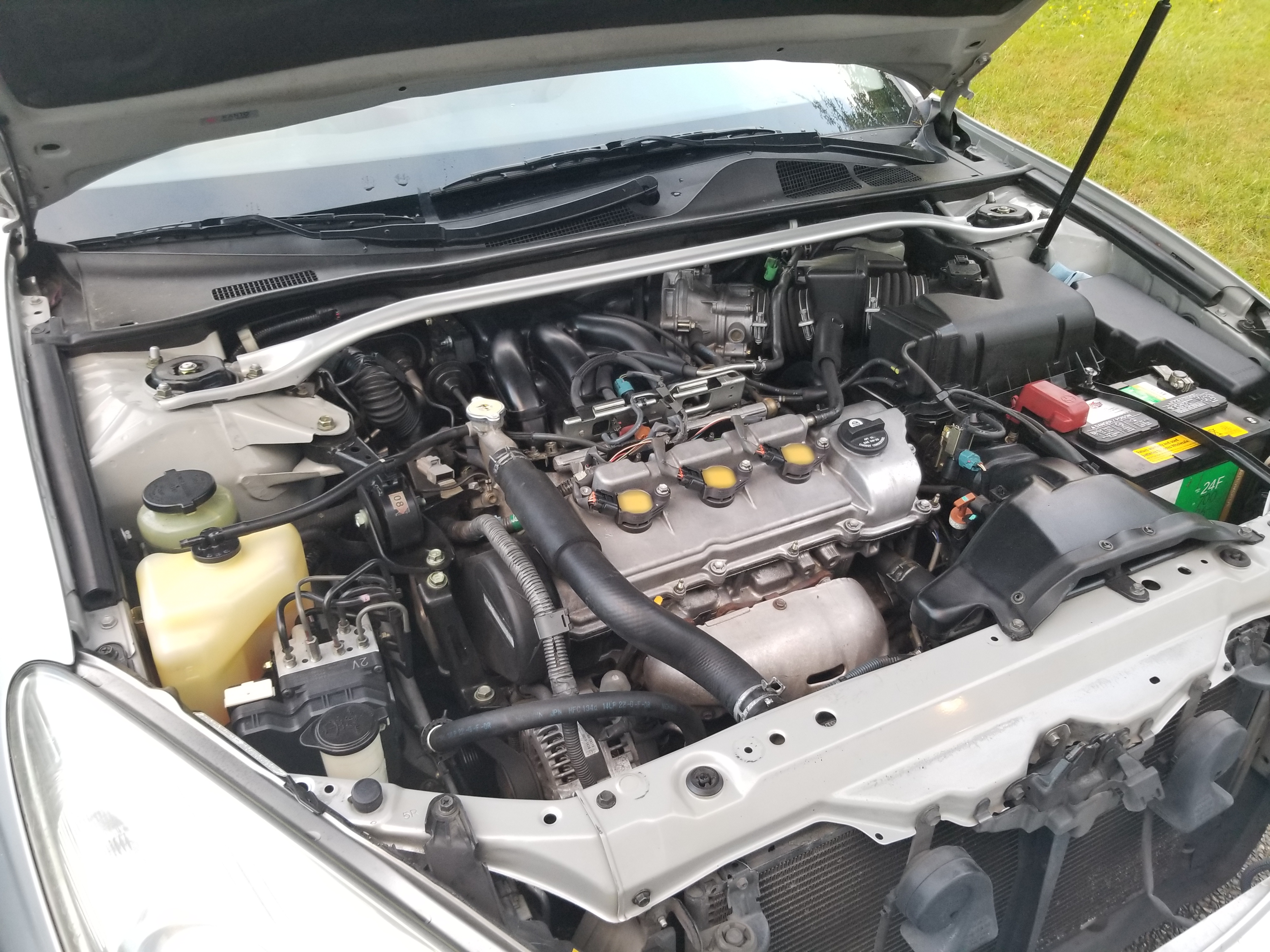
ES 330 Motor (ohne Abdeckungen)

| Modell                          | 2,5 V6                                        |
| Hubraum (cm³)                   | 2507                                          |
| Max. Leistung (kW/PS)           | 116/158                                       |
| Max. Drehmoment (Nm)            | 217                                           |
| Höchstgeschwindigkeit (km/h)    | 215                                           |
| Getriebe (serienmäßig)          | 5 Gang-Schaltgetriebe oder 4-Stufen-Automatik |
| Beschleunigung (0–100 km/h)     | etwa 10                                       |
| Verbrauch kombiniert (l/100 km) | etwa 11,6                                     |
| Tankinhalt                      |                                               |

## Zweite Generation (1992–1996)

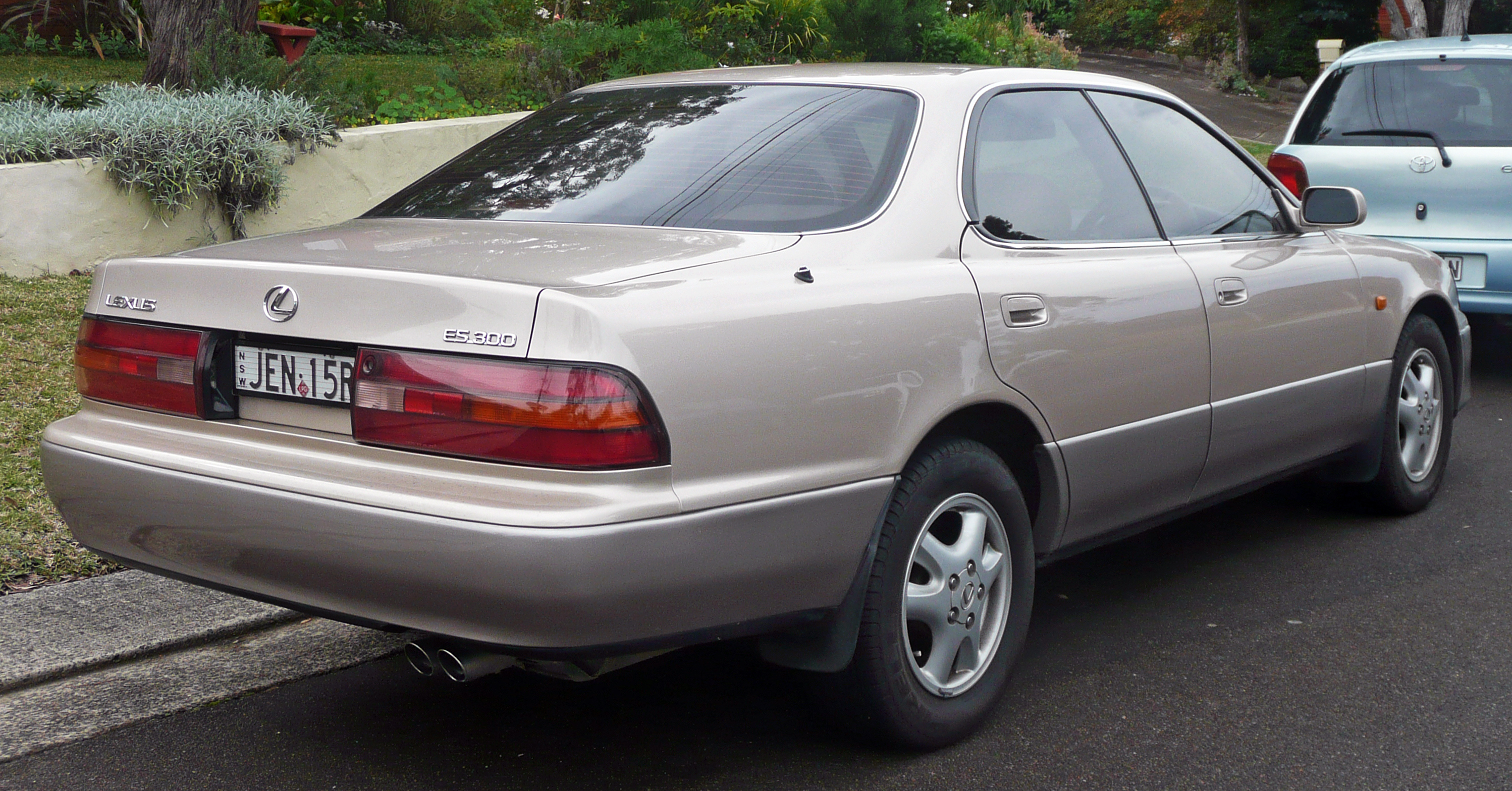
ES 300, Heckseitenansicht

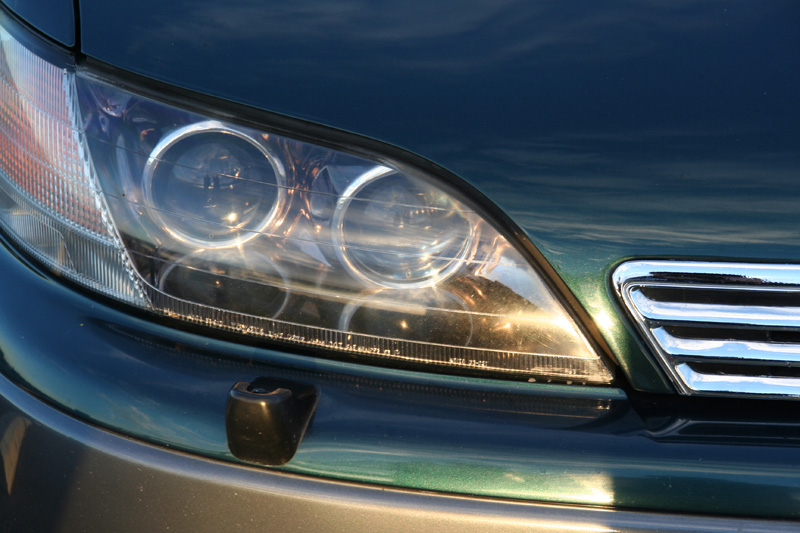
Scheinwerfer des ES 300

Im September 1991 enthüllte Lexus die zweite Generation des ES (Codename VCV10). Das Modell trug nun die Bezeichnung ES 300, in Bezug auf die Hubraumsteigerung auf 3,0 Liter. Der neue V6-Motor mit Benzineinspritzung leistete 138 kW (188 PS) und beschleunigte den Lexus in 8,0 Sekunden von 0 auf 100 km/h. Der ES basierte in dieser Generation auf dem Toyota Camry SXV10 und wog aufgrund einer umfangreicheren Geräuschdämmung und einem höheren Ausstattungsniveau 90 kg mehr; das Fahrwerk war aber mit MacPherson-Federbeinen vorne und hinten versehen. Die Bremsanlage hatte Scheibenbremsen, vorn belüftet, und ABS.
Die zweite Generation war deutlich größer (12,7 cm länger und 7,6 cm breiter). Der ES 300 war nun mit Projektionsscheinwerfern versehen. Die Seitenansicht zeigte eine „unsichtbare“ B-Säule und rahmenlose Fenster. Der Kofferraumdeckel hatte eine integrierte Spoilerlippe, die dem ES bei höheren Geschwindigkeiten Abtrieb und somit eine bessere Bodenhaftung verlieh.
Die Innenausstattung umfasste kalifornisches Walnussholz, eine Soundanlage mit acht Lautsprechern und ein schlüsselloses Türverriegelungssystem. Der vergrößerte Radstand bot den Passagieren hinten mehr Beinfreiheit.
Produktionsbeginn war am 9. Sept. 1991, und noch im selben Jahr gingen die ersten Exemplare in den USA in den Verkauf. In Europa wurde aufgrund von Modellüberschneidungen mit der Schwestermarke Toyota auf die Markteinführung des ES 300 verzichtet. Die zweite Generation war im Vergleich zur ersten ein großer Verkaufserfolg und avancierte zum meistverkauften Lexus-Modell. Im ersten Jahr erzielte der ES Verkäufe von 37.886 Einheiten; über die ganze Laufzeit konnte dieses Absatzniveau aufrechterhalten werden.
Es wurden immer wieder kleinere Modellpflegemaßnahmen vorgenommen und zusätzliche Ausstattungsmerkmale hinzugefügt wie etwa ein Beifahrerairbag und ein stärkeres Triebwerk. Ab 1993 wurde das handgeschaltete Fünfganggetriebe aus dem Angebot genommen.

### Technische Daten
| Modell                          | 3.0 V6                                        |
| Hubraum (cm³)                   | 2994                                          |
| Max. Leistung (kW/PS)           | 138/188 bei 5200                              |
| Max. Drehmoment (Nm)            | 275 bei 4400                                  |
| Höchstgeschwindigkeit (km/h)    | 217                                           |
| Getriebe (serienmäßig)          | 5 Gang-Schaltgetriebe oder 4-Stufen-Automatik |
| Beschleunigung (0–100 km/h)     | 8,0                                           |
| Verbrauch kombiniert (l/100 km) | 11,6 Super Bleifrei                           |
| Tankinhalt                      | 70                                            |

## Dritte Generation (1996–2001)
Zum Modelljahr 1997 debütierte der Lexus ES 300 der dritten Generation mit einem um 5 cm verlängerten Radstand im Vergleich zum Vorgängermodell. Der Dreiliter-V6 mit zwei obenliegenden Nockenwellen und 24 Ventilen leistete nun 149 kW (203 PS) und war wahlweise mit einem Fünfgang-Schaltgetriebe oder einer Viergangautomatik erhältlich. Ab Ende 1999 erhielt der Motor eine variable Ventilsteuerung, die Leistung wurde auf 157 kW (213 PS) gesteigert.

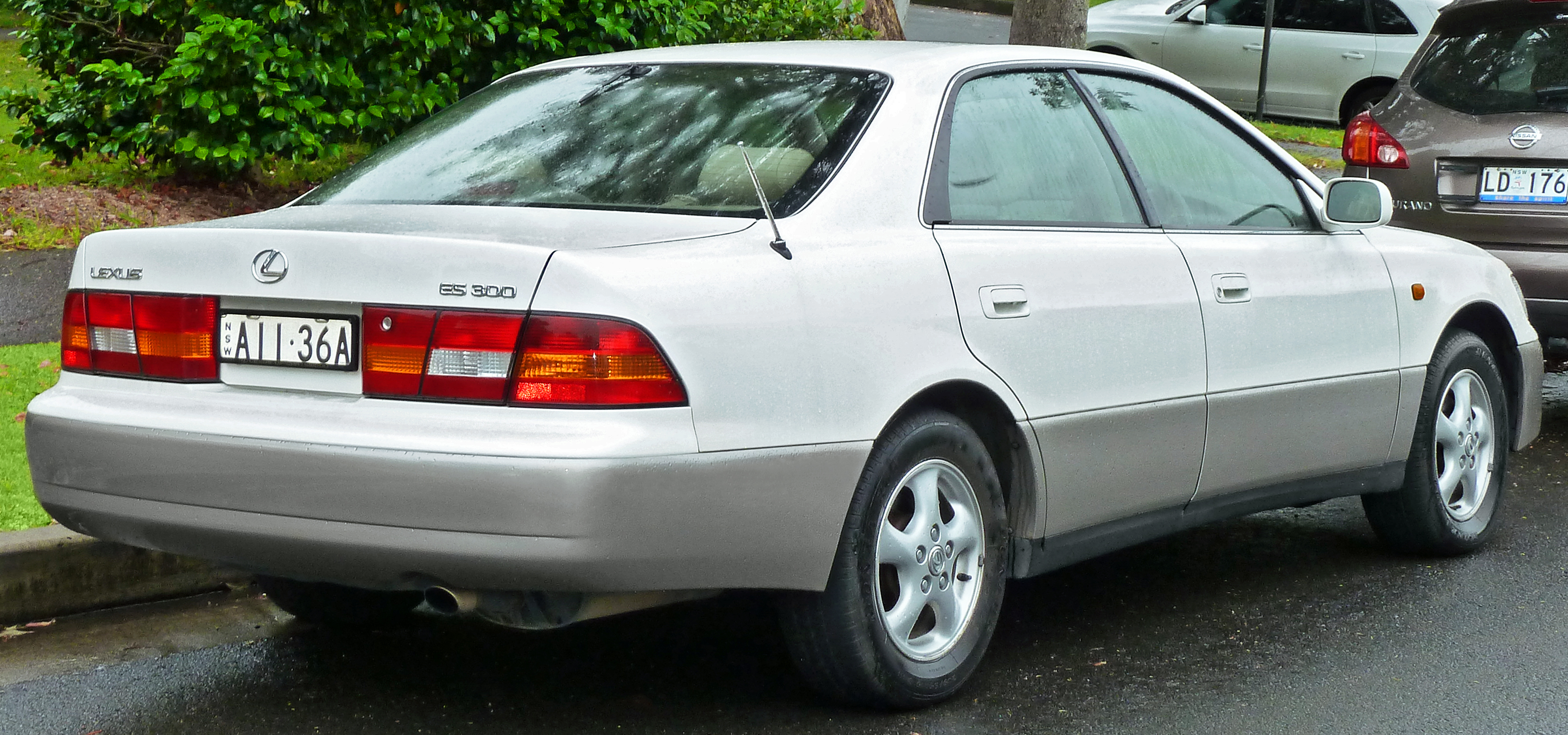
Heckseitenansicht
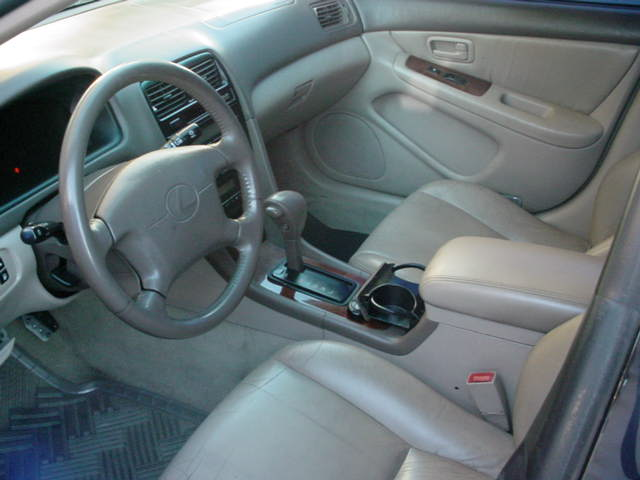
Innenraum

### Technische Daten
| Modell                          | 3.0 V6                                        |
| Hubraum (cm³)                   | 2995                                          |
| Max. Leistung (kW/PS)           | /223 bei 5800 (1997)                          |
| Max. Drehmoment (Nm)            | 301 bei 4400                                  |
| Höchstgeschwindigkeit (km/h)    | 225                                           |
| Getriebe (serienmäßig)          | 5 Gang-Schaltgetriebe oder 4-Stufen-Automatik |
| Beschleunigung (0–100 km/h)     | 7,7                                           |
| Verbrauch kombiniert (l/100 km) | 11,8                                          |
| Tankinhalt                      | 70                                            |

## Vierte Generation (2001–2006)
Die vierte Generation des ES debütierte zum Modelljahr 2002, ein Jahr nachdem der kleinere Lexus IS eingeführt worden war. Diese Modellgeneration mit der internen Bezeichnung MCV30, die wieder auf derselben Plattform wie der Toyota Camry basierte,
hatte in der Größe zugelegt. Die Felgen waren auf Wunsch in 16 Zoll-Größe erhältlich. Der neue ES 300 sollte ein höheres Image und ein luxuriöseres Fahrgefühl bieten, indem er weniger sportlich ausgelegt war. Angetrieben wurde er von einem 3,0 l V6 mit 157 kW, die Kraftübertragung erfolgte durch eine 5-Gang-Automatik. Die Sicherheit wurde durch seitliche Airbags und auf Wunsch durch ESP erhöht.
2004 erhielt der ES einen neuen 3,3 l V6 mit 163 kW und wurde in ES 330 umbenannt. Für Asien und den Nahen Osten blieb der bisherige 3-Liter-Motor erhalten. 2005 erhielt der ES 330 Modellpflegemaßnahmen mit einer neu gestalteten Front- und Heckpartie, Klarglaslampen, Projektorscheinwerfern und einem geänderten Kühlergrill. Nun waren 16 Zoll-Räder serienmäßig und auf Wunsch 17 Zoll-Räder erhältlich; die Vordersitze hatten ein Memory-System, auf Wunsch waren sie klimatisiert.
Diese Modellgeneration setzte den Verkaufserfolg fort und wurde trotz des relativ hohen Preises (2002: ab 32.080 US$) zum meistverkauften Premium-Fahrzeug in den Vereinigten Staaten.

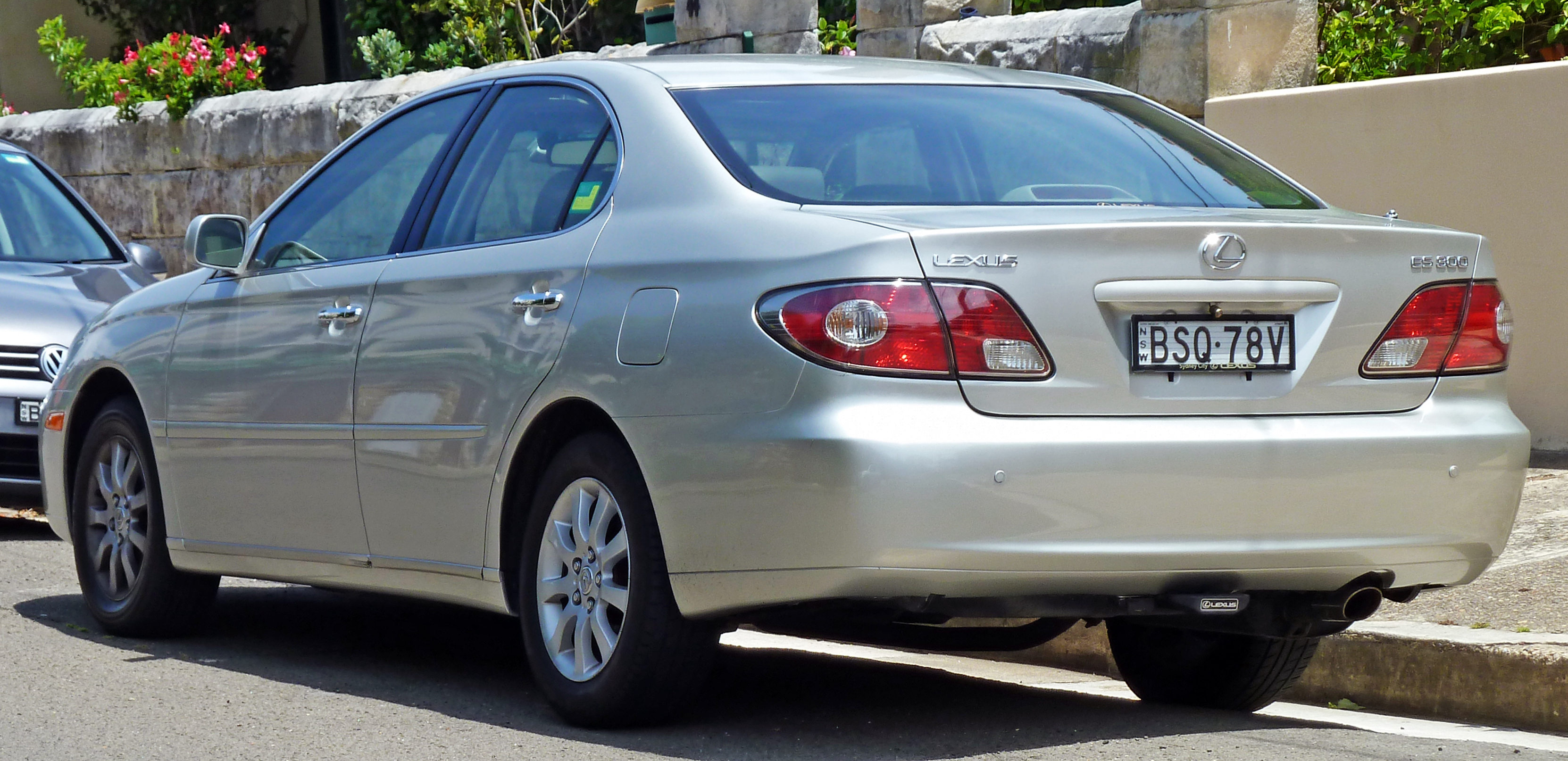
Heckseitenansicht
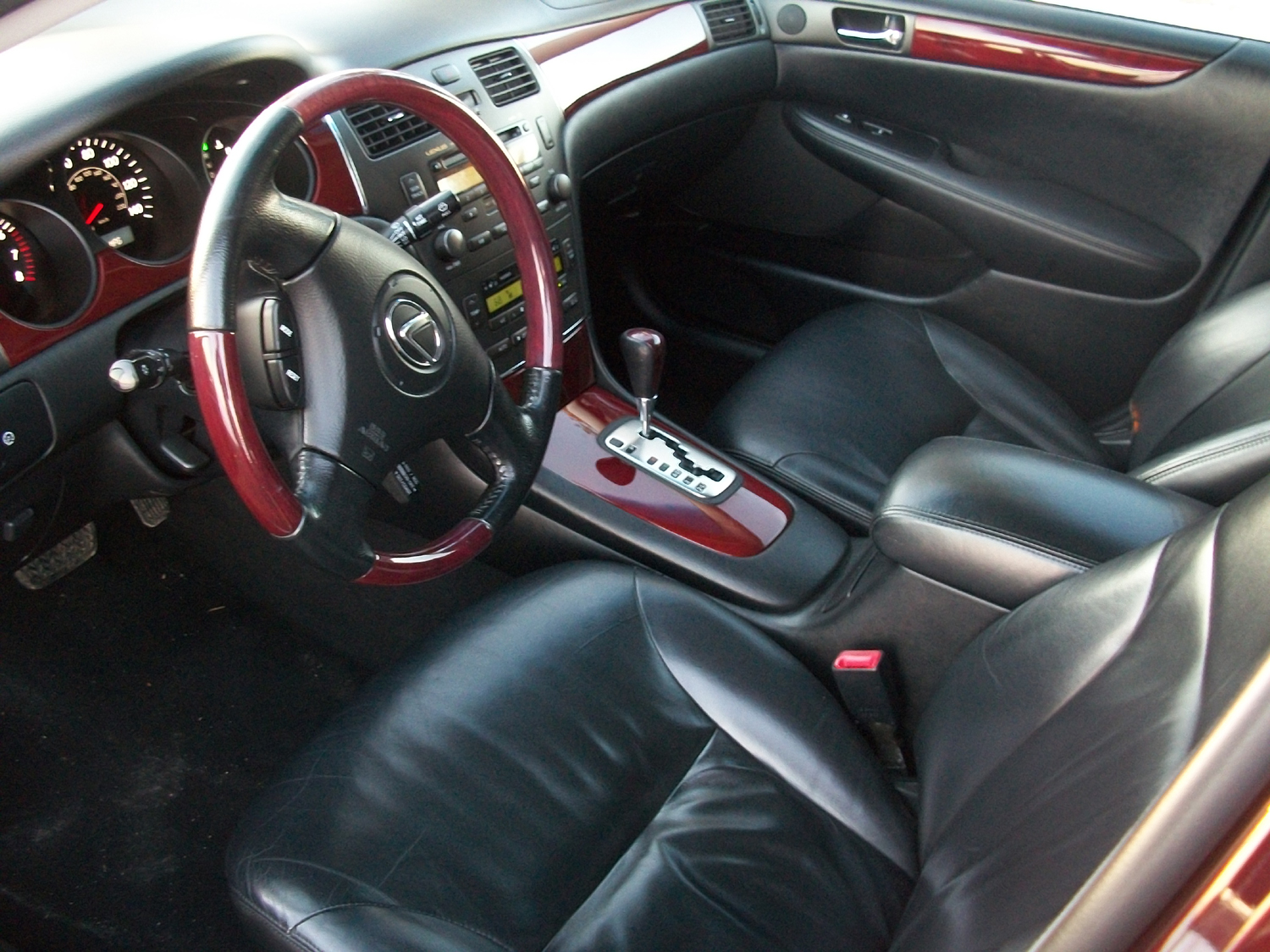
Innenraum, Ledersitze
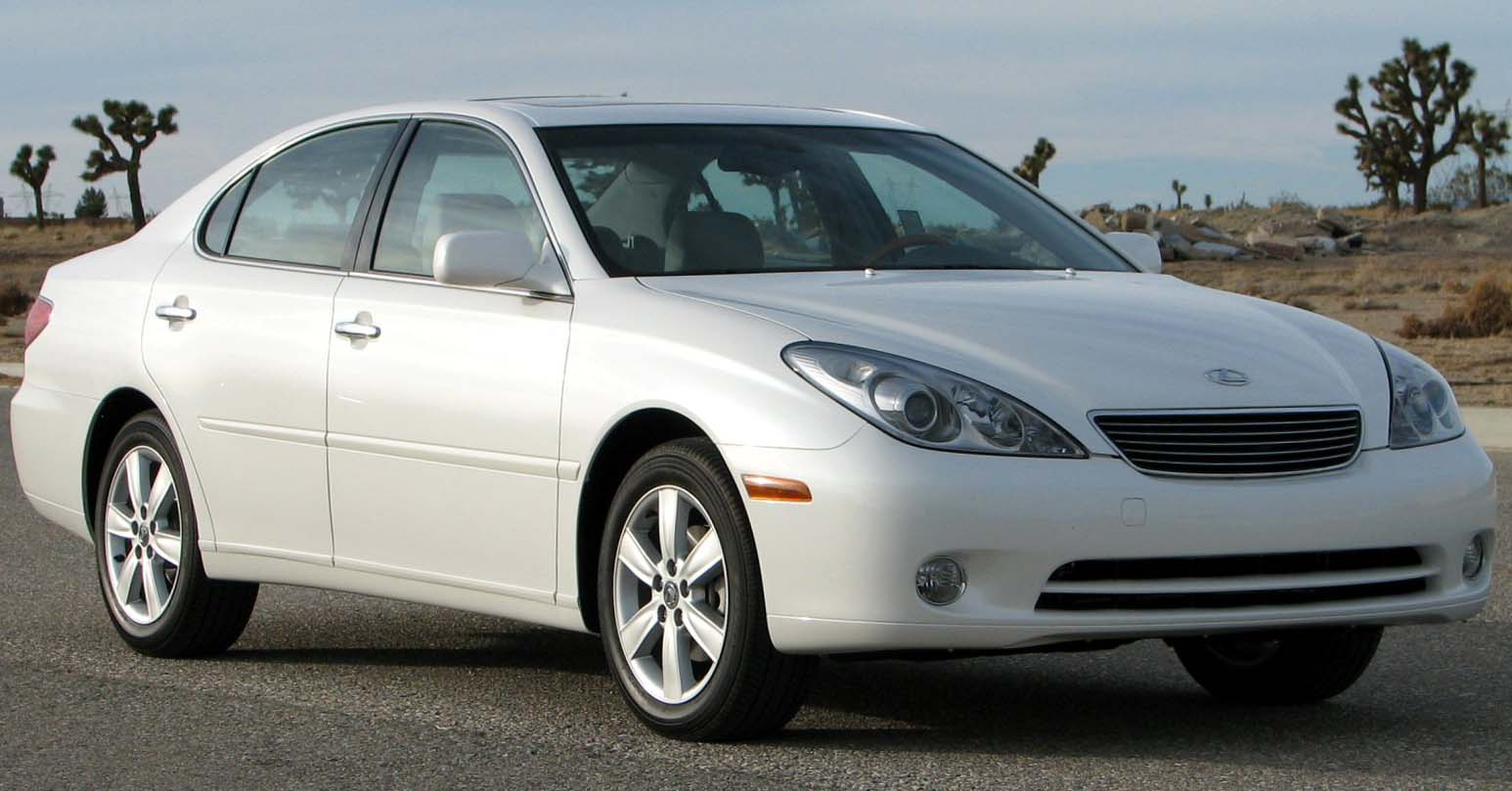
Facelift ES 330, 2006
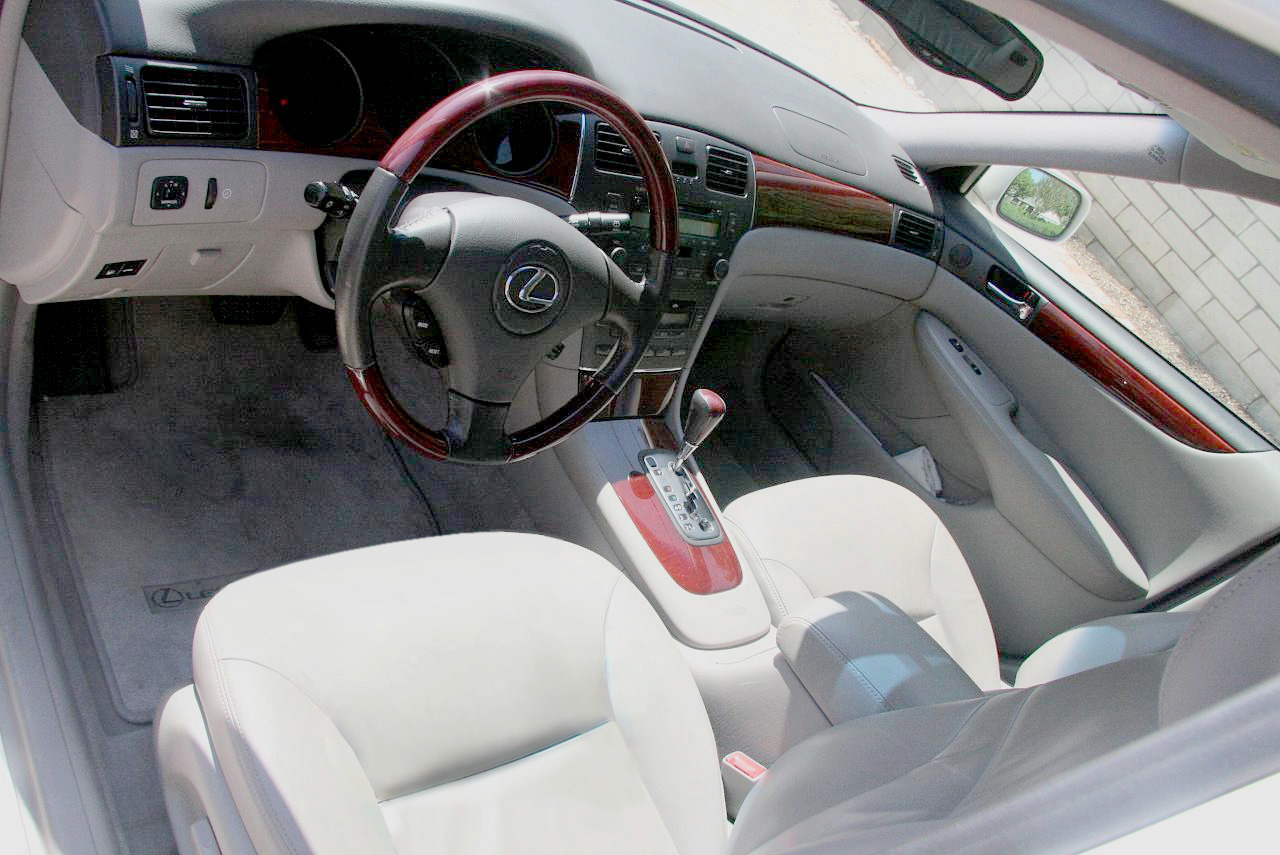
ES 330 Innenraum

### Technische Daten
|                                | ES 300                     | ES 330                     |
| Bauzeitraum                    | 2001 – 2004                | 2004 – 2006                |
| Motorbauart und Zylinderanzahl | V6-Ottomotor               | V6-Ottomotor               |
| Hubraum                        | 3,0 L                      | 3,3 L                      |
| max. Leistung                  | 157 kW bei 5800/min        | 163 kW bei 5600/min        |
| max. Drehmoment                | 298 Nm bei 4400/min        | 325 Nm                     |
| Antrieb, serienmäßig           | Vorderradantrieb           | Vorderradantrieb           |
| Getriebe, serienmäßig          | 5-Stufen-Automatikgetriebe | 5-Stufen-Automatikgetriebe |
| Höchstgeschwindigkeit          | 225 km/h                   | 230 km/h                   |
| Beschleunigung, 0–100 km/h     | 7,7 s                      | 7,2 s                      |
| Kraftstoffverbrauch            | 11,2 l/100 km              |                            |
| Tankinhalt                     | 70 L                       | 70 L                       |

## Fünfte Generation (2006–2012)
Die fünfte Generation (GSV40) debütierte im Februar 2006 auf der Chicago Auto Show. Das Styling orientiert sich an der neuen Design-Philosophie von Lexus, L-Finesse. Die neue ES-Version trägt die Bezeichnung ES 350. Das Modell verfügt über die erste 6-Gang-Automatik in einem frontgetriebenen Toyota-Modell, die auch im Parallelmodell Toyota Camry XV40 eingesetzt wird. Beim Motor handelt es sich um einen 3,5 l Aluminium-V6 mit variabler Ventilsteuerung, der 203 kW an Leistung produziert. Laut Lexus beschleunigt der ES in weniger als 7 Sekunden von 0 auf 96 km/h (60 mph).
2009 beträgt der Einstiegspreis für den Lexus ES 350 34.470 US $ netto.

### Technische Daten
| Modell                          | 3.5 V6             |
| Hubraum (cm³)                   | 3456               |
| Max. Leistung (kW/PS)           | 200/272 bei 6200   |
| Max. Drehmoment (Nm)            | 336 bei 4700       |
| Höchstgeschwindigkeit (km/h)    | 250                |
| Getriebe (serienmäßig)          | 6-Stufen-Automatik |
| Beschleunigung (0–100 km/h)     | 7,1 s              |
| Verbrauch kombiniert (l/100 km) | 7,5                |
| Tankinhalt                      | 70                 |

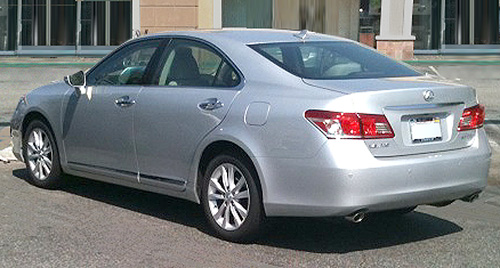
Heckseitenansicht
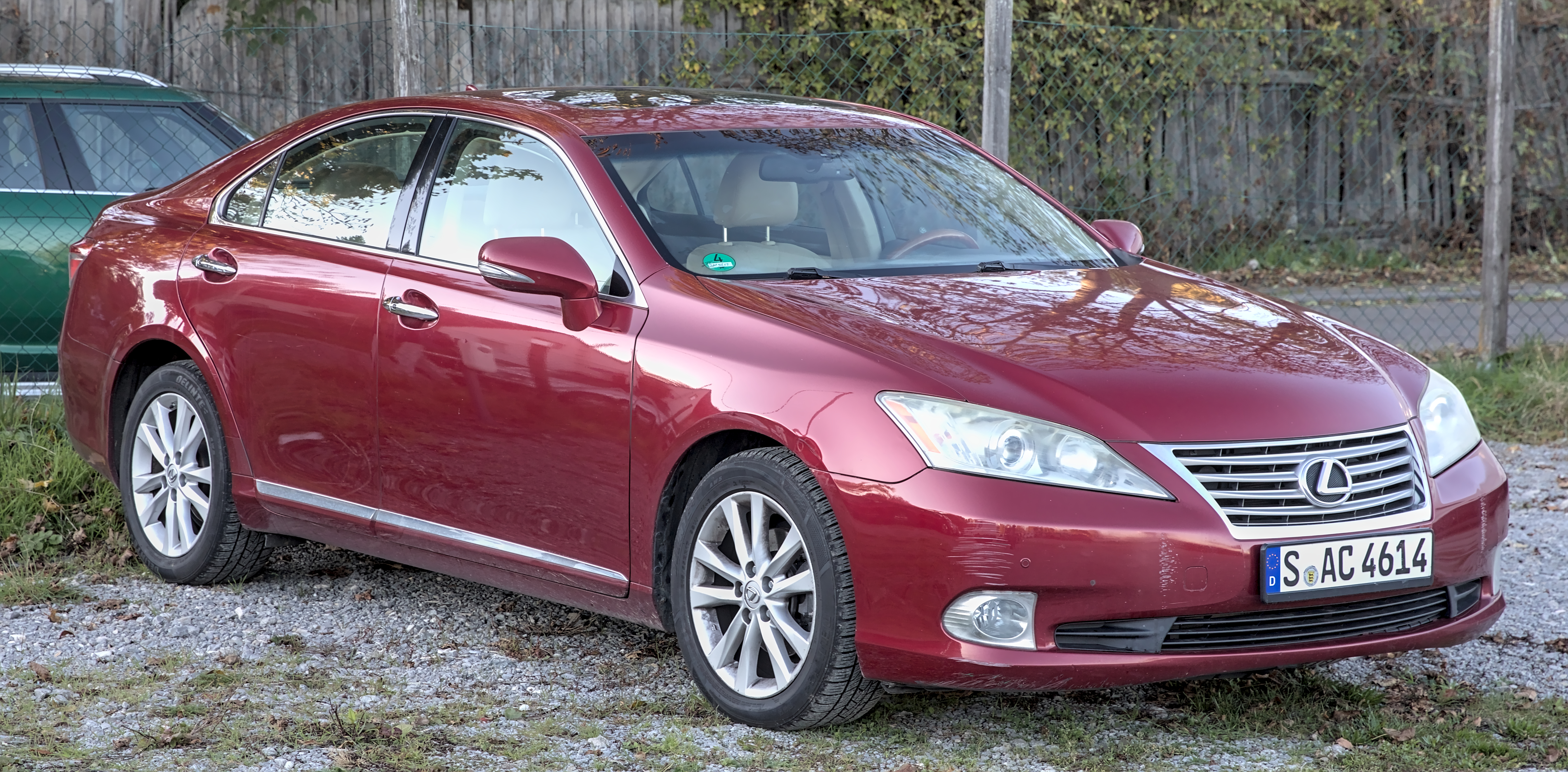
Lexus ES 350 (2009–2012)
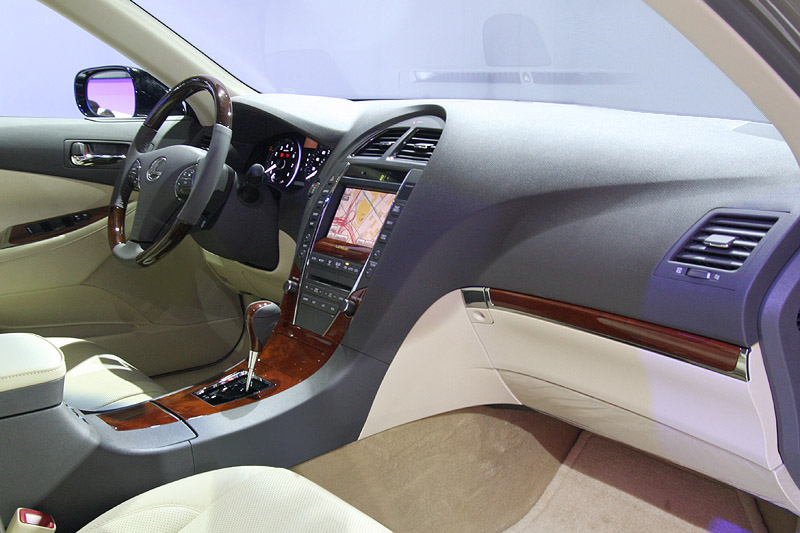
Armaturentafel des ES 350

## Sechste Generation (2012–2018)

### Technische Daten
Die sechste Generation wurde auf der New York International Auto Show 2012 vorgestellt.
Für den Antrieb sorgt ein Ottomotor mit 3,5 Litern Hubraum, der 204 kW leistet. Später kam dazu der 2,5 Reihenvierzylinder mit und ohne Hybridantrieb.
Bei einem Radstand von 2820 mm ist die Karosserie 4895 mm lang, 1820 mm breit und 1450 mm hoch. Das Leergewicht ist mit 1610 bis 1660 kg angegeben.
| Modell                          | 2.0 R4 (ES 200) Russland | 2.5 R4 (ES 250) Russland | 3.5 V6 (ES 350)    | 3.5 V6 (ES 350)    | 2.5 R4 Hybrid (ES 300h)          |
| Bauzeitraum                     | 2012–2018                | 2012–2018                | 2012–2013          | 2013–2018          | 2012–2018                        |
| Hubraum (cm³)                   | 1998                     | 2494                     | 3456               | 3456               | 2494                             |
| Max. Leistung (kW/PS)           | 110/150 bei 6500         | 135/184 bei 6000         | 204/277 bei 6200   | 183/249 bei 6200   | 149/203 (Otto: 118/160 bei 5700) |
| Max. Drehmoment (Nm)            | 199 bei 4600             | 235 bei 4100             | 336 bei 4700       | 346 bei 4700       | Otto: 213 bei 4500               |
| Höchstgeschwindigkeit (km/h)    | 200                      | 207                      | 210                | 210                | 180                              |
| Getriebe (serienmäßig)          | 6-Stufen-Automatik       | 6-Stufen-Automatik       | 6-Stufen-Automatik | 6-Stufen-Automatik | Stufenlose Automatik             |
| Beschleunigung (0–100 km/h)     | 11,6                     | 9,8 s                    | 7,3 s              | 7,5 s              | 8,5 s                            |
| Verbrauch kombiniert (l/100 km) | 6,9                      | 7,9                      | 9,5                | 9,5                | 5,4                              |
| Tankinhalt                      | 65 L                     | 65 L                     | 65 L               | 65 L               | 65 L                             |

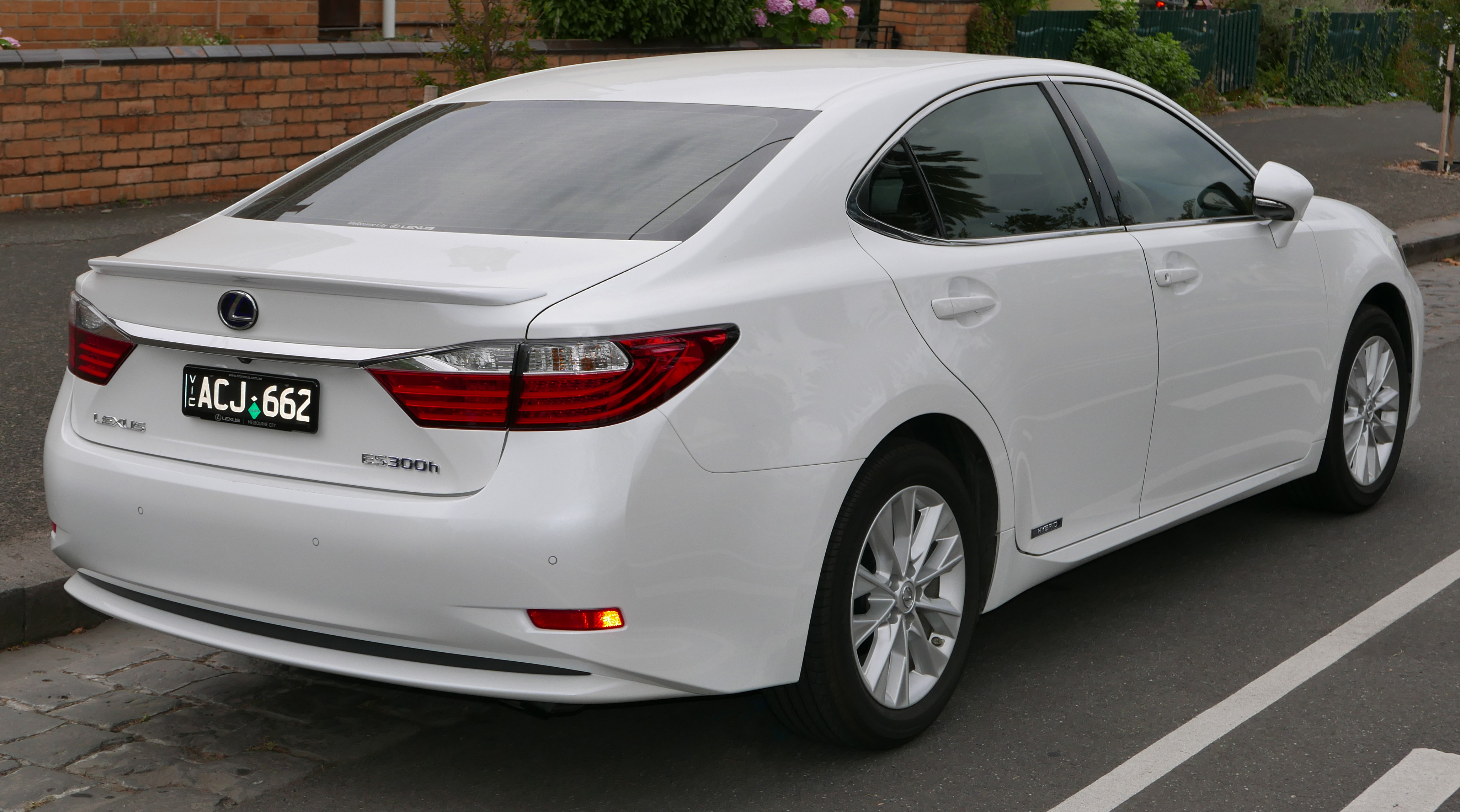
Heckansicht (2012–2015)
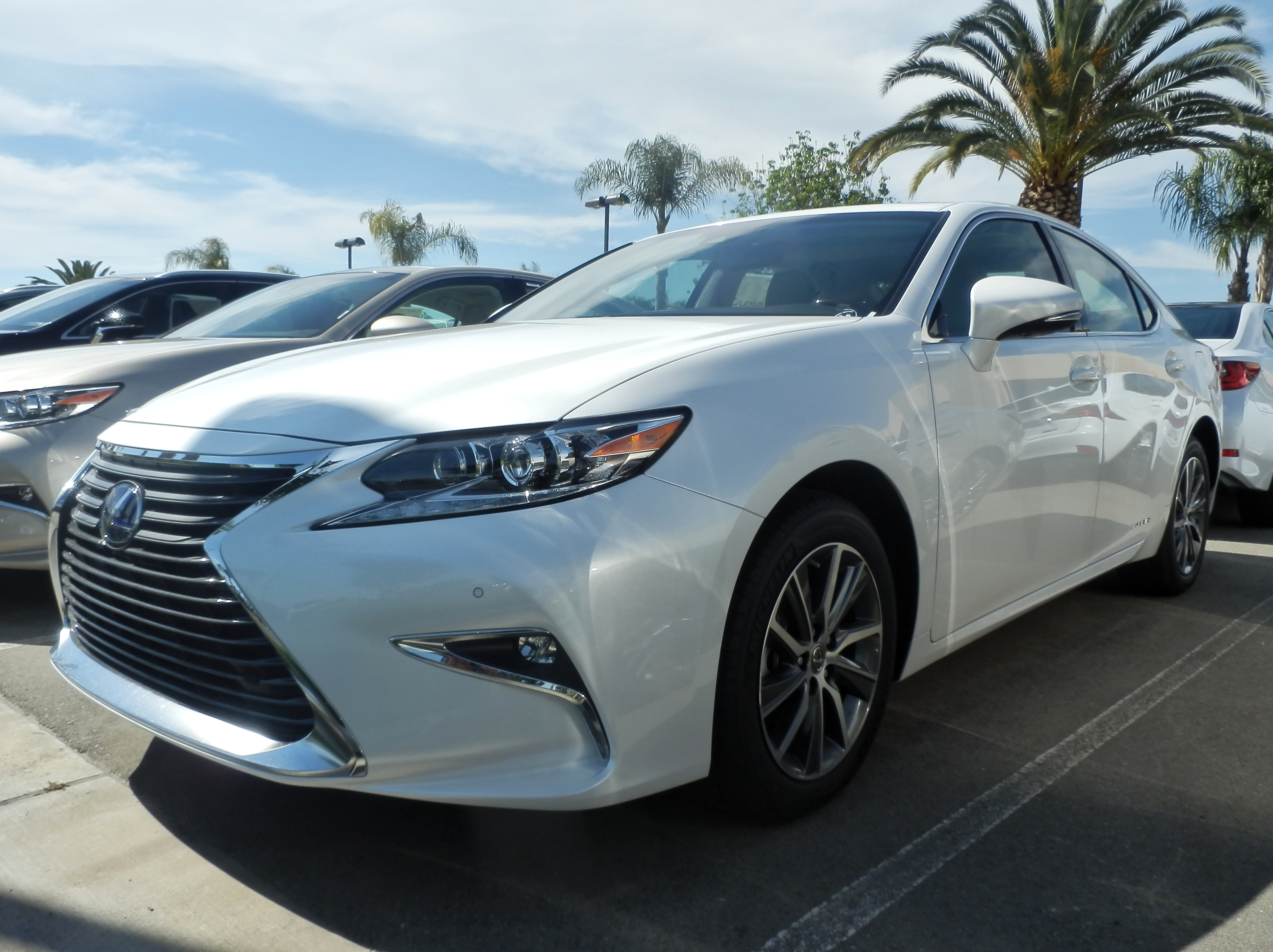
Lexus ES 300h (2015–2018)
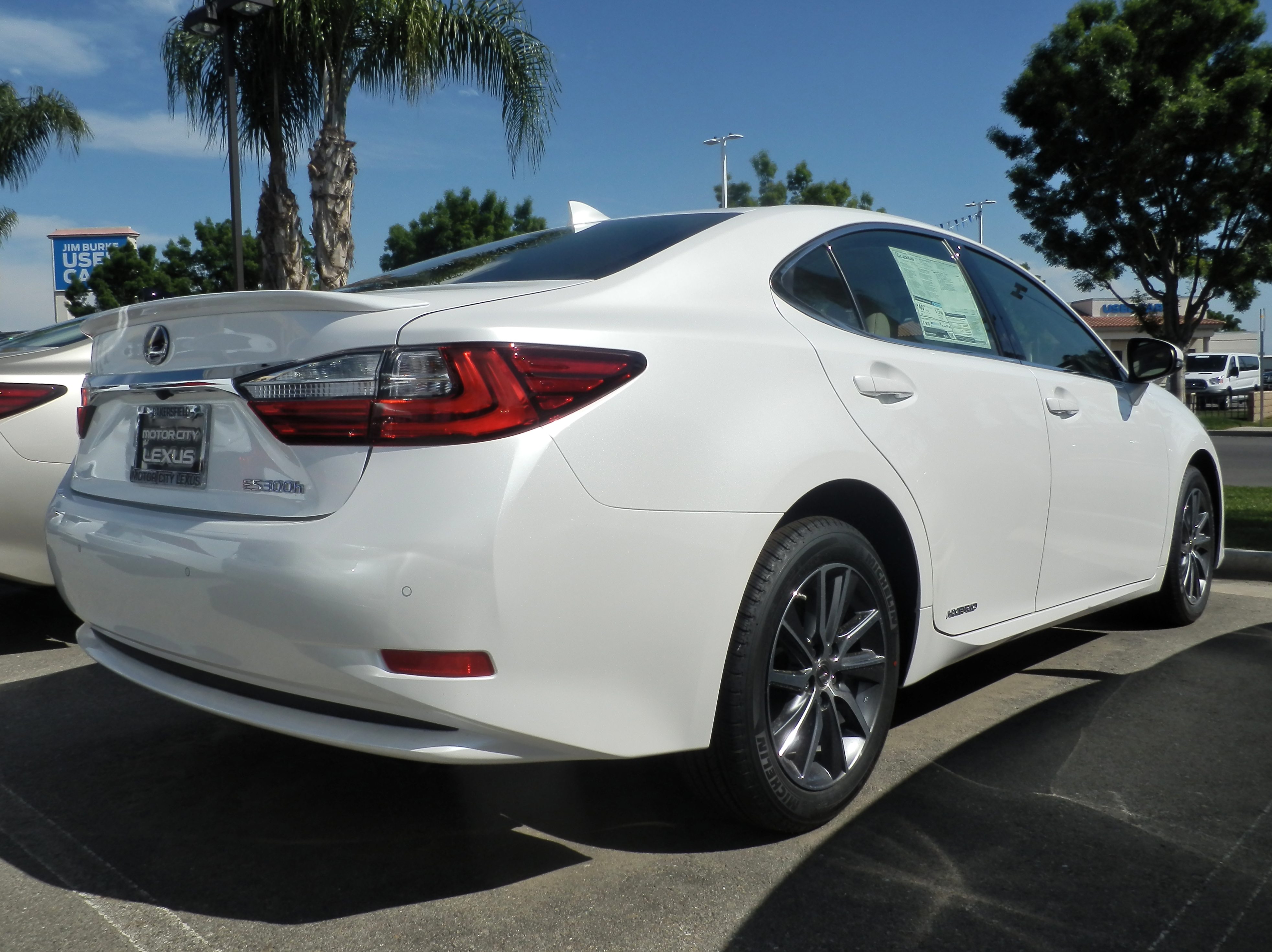
Heckansicht
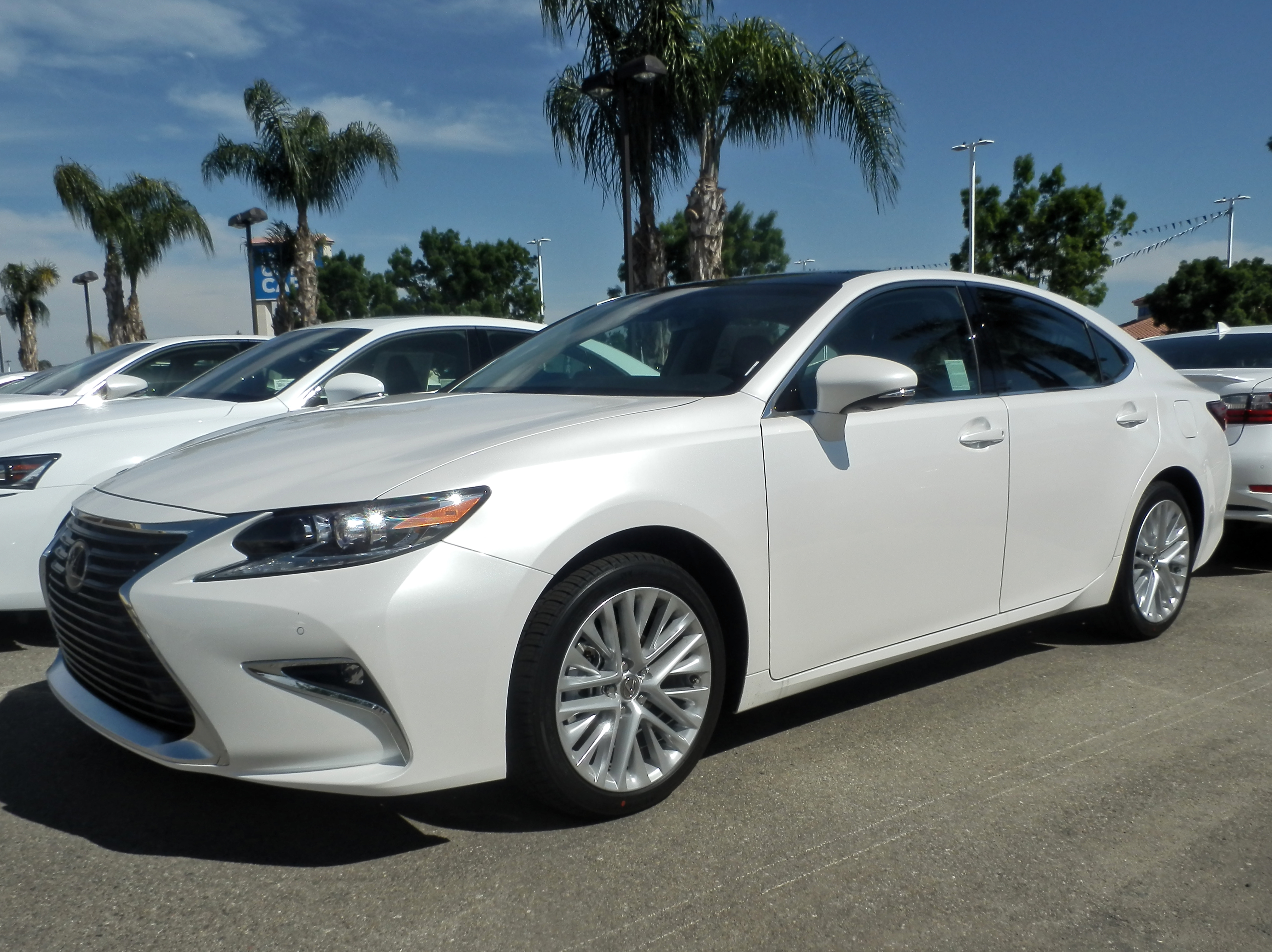
Lexus ES 350 (2015–2018)
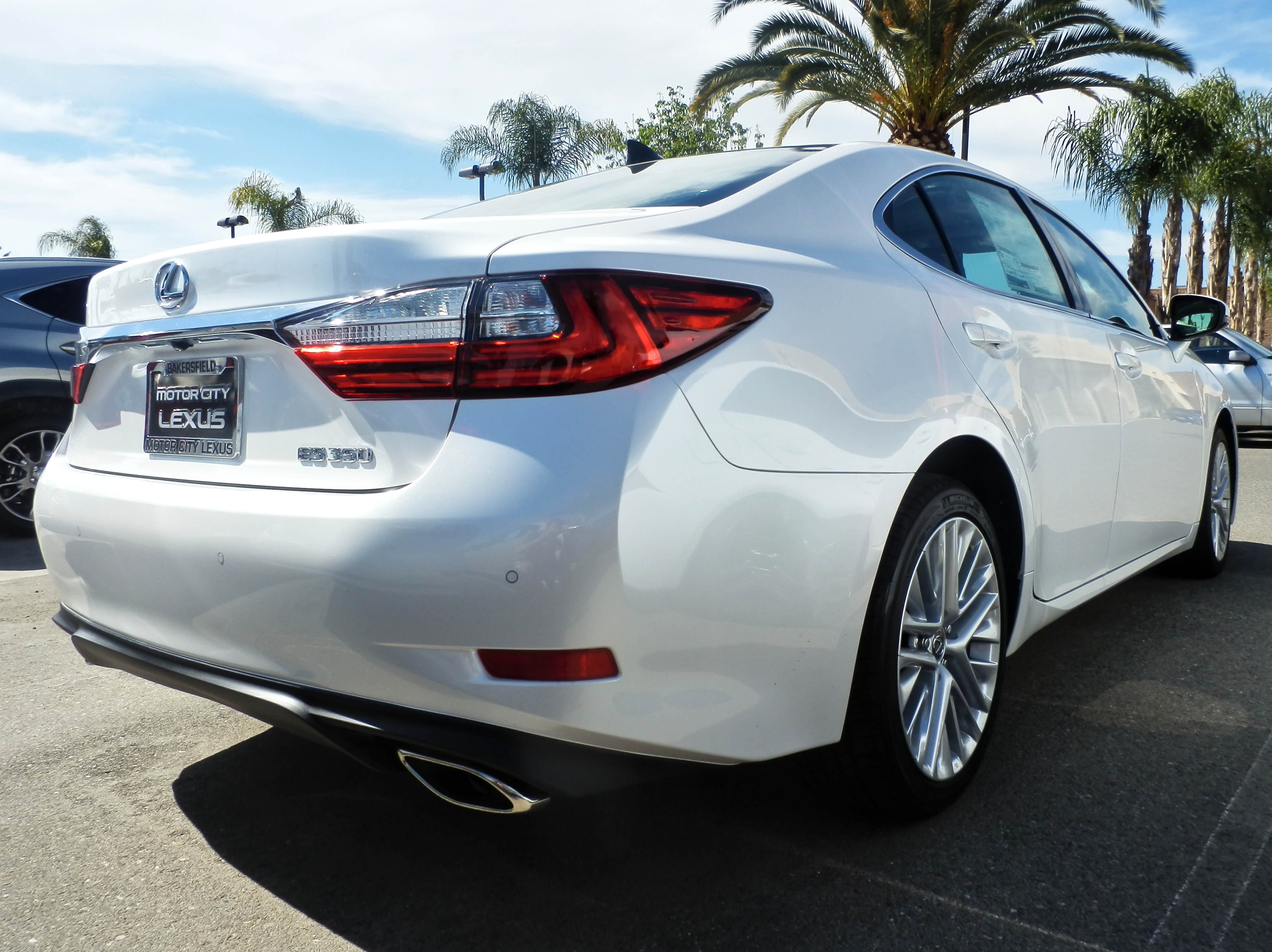
Heckansicht

## Siebte Generation (2018–2025)
Die siebte Generation des ES debütierte auf der Beijing Auto Show im April 2018. Im Spätsommer 2018 löste das Fahrzeug, das auf der Toyota GA-K-Plattform basiert, in Nordamerika die sechste Generation ab. Der 2,5-Liter-Vierzylindermotor arbeitet nach dem Atkinson-Prinzip. Seit Anfang 2019 wurde der neue ES erstmals auch in Europa angeboten. Seit Herbst 2020 bietet Lexus den ES in Nordamerika erstmals auch mit Allradantrieb an.
Im April 2021 präsentierte Lexus auf der Shanghai Auto Show eine überarbeitete Version des ES; neben optischen Änderungen wie dem Frontgrill mit weniger Streben wurden auch Bremsen und das Fahrwerk überarbeitet, was auch den Aktuator des adaptiven Fahrwerks der F-Sport-Modelle betraf. Die Scheinwerfer in LED-Technik arbeiten mit rotierenden Spiegeln. Außerdem wurde die Farbpalette außen und innen geändert. In Deutschland kam die überarbeitete Version im Oktober 2021 zu den Händlern. Eine weitere Modellpflege des ES wurde im November 2024 vorgestellt. Sie ist insbesondere von hinten durch ein durchgehendes Lichtband erkennbar.
Im Euro-NCAP-Crashtest wurde das Fahrzeug im Jahr 2018 mit fünf von fünf möglichen Sternen bewertet.

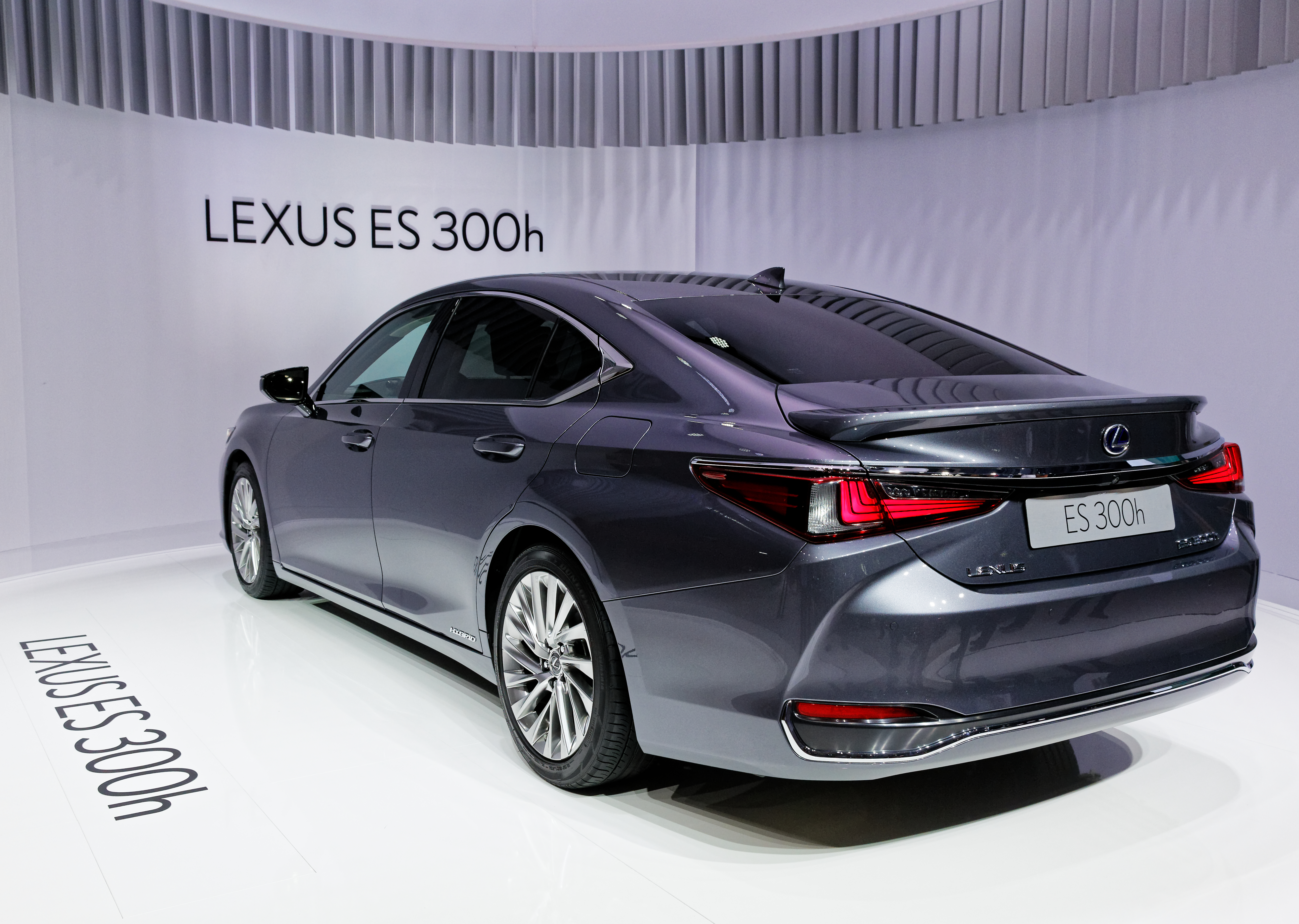
Lexus ES 300h Heckansicht, Pariser Autosalon 2018
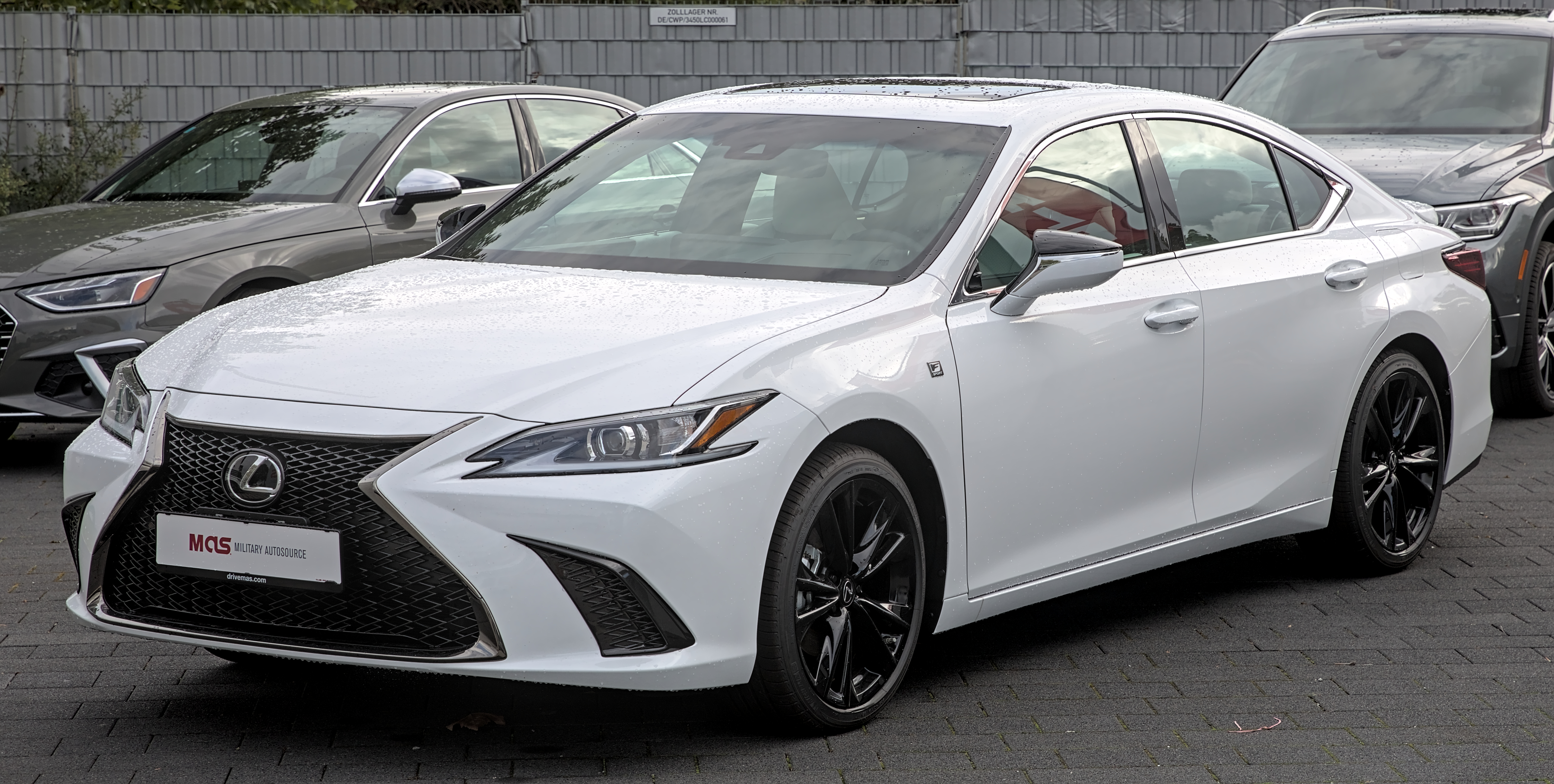
Lexus ES 350 (2021–2024)
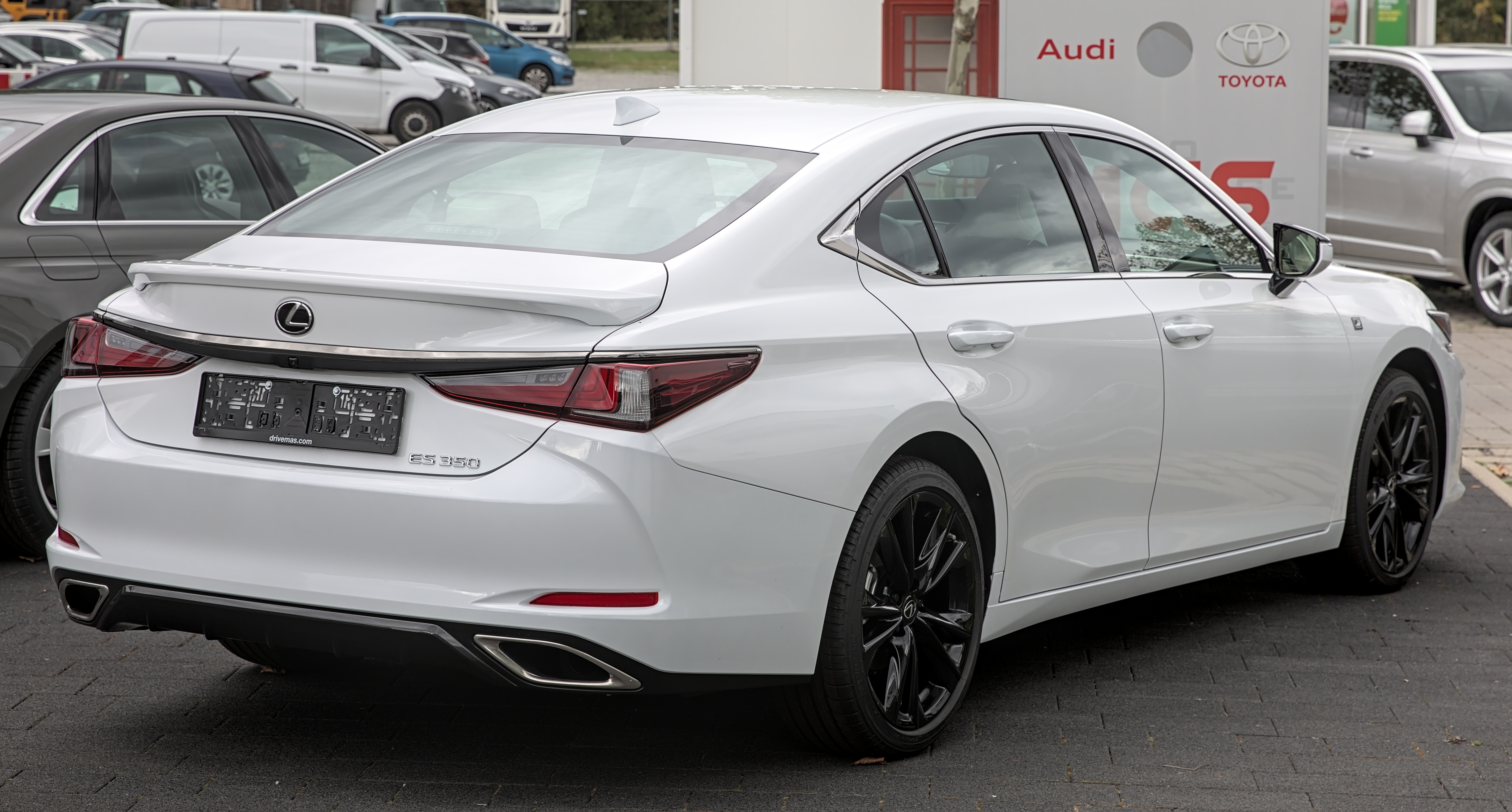
Heckansicht
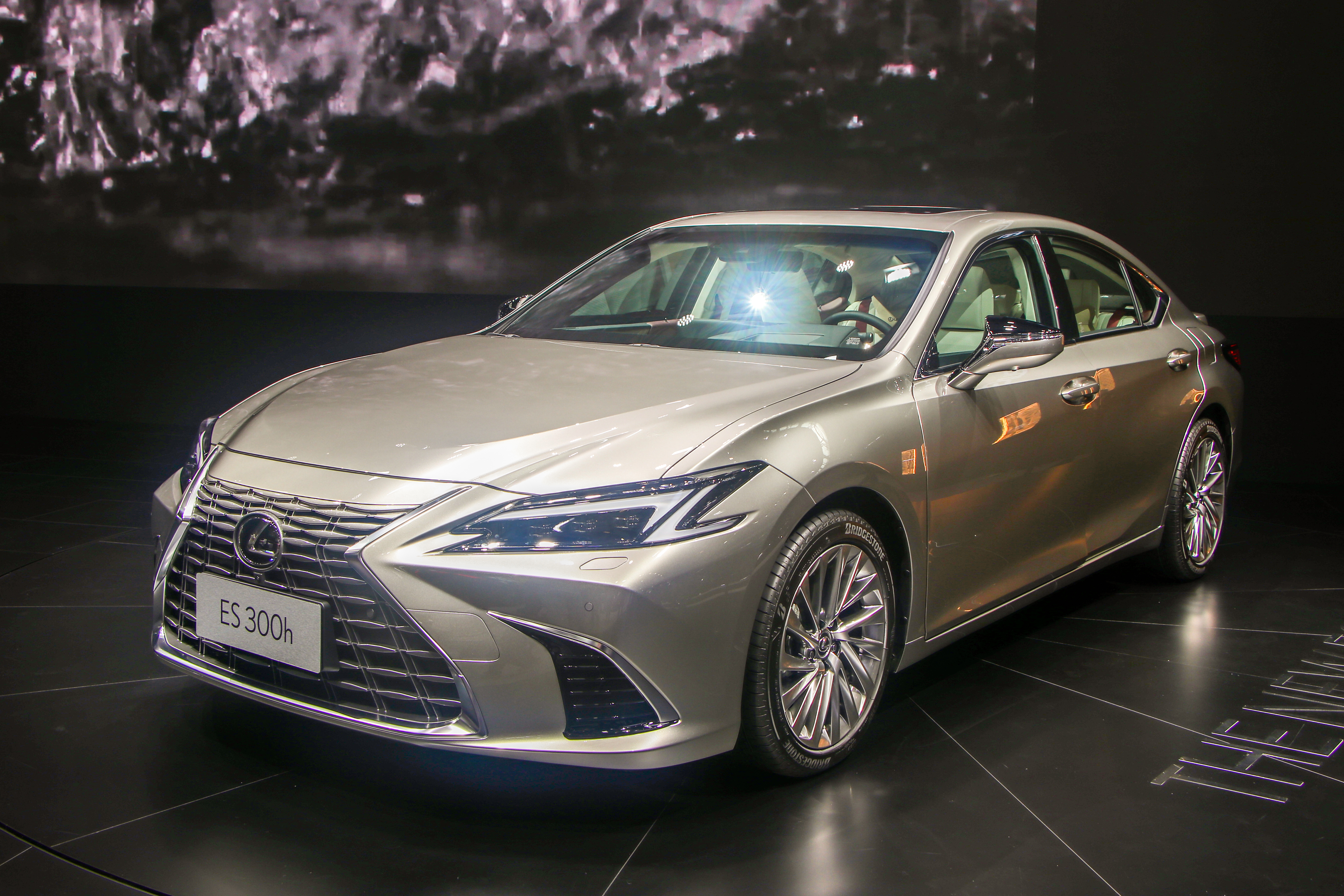
Lexus ES 300h (seit 2024)
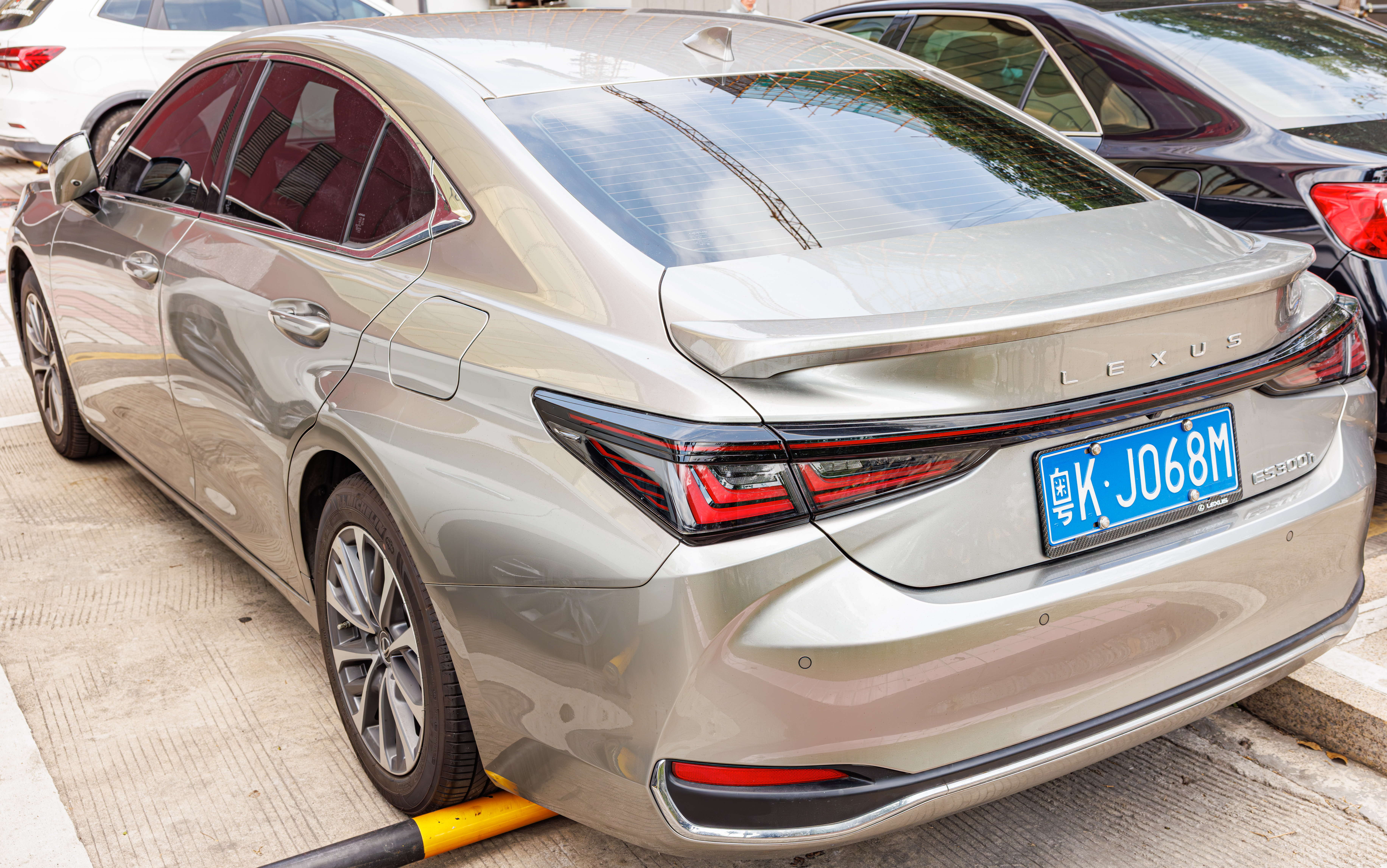
Heck mit Leuchtenband in der Mitte
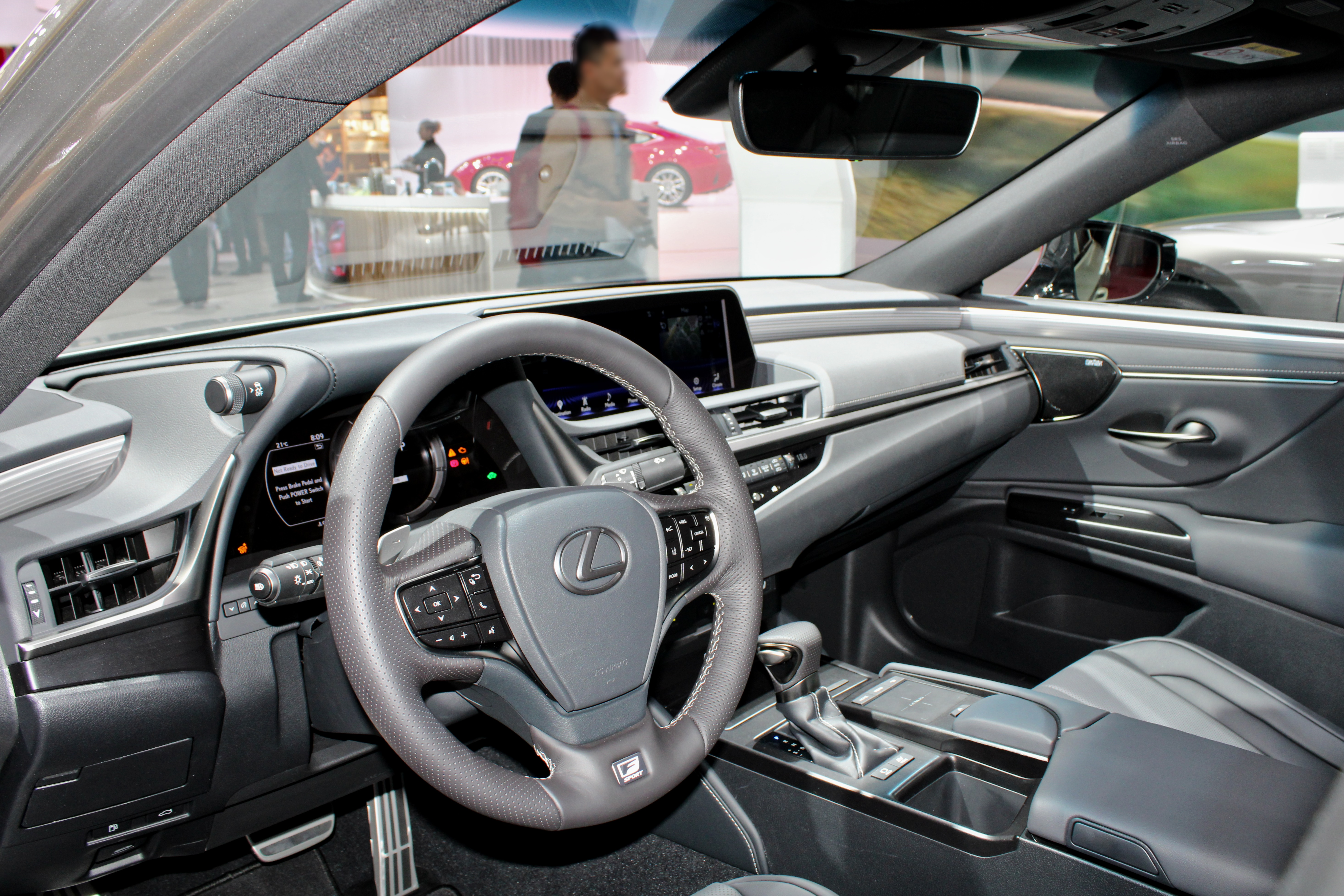
Cockpit des ES 300h
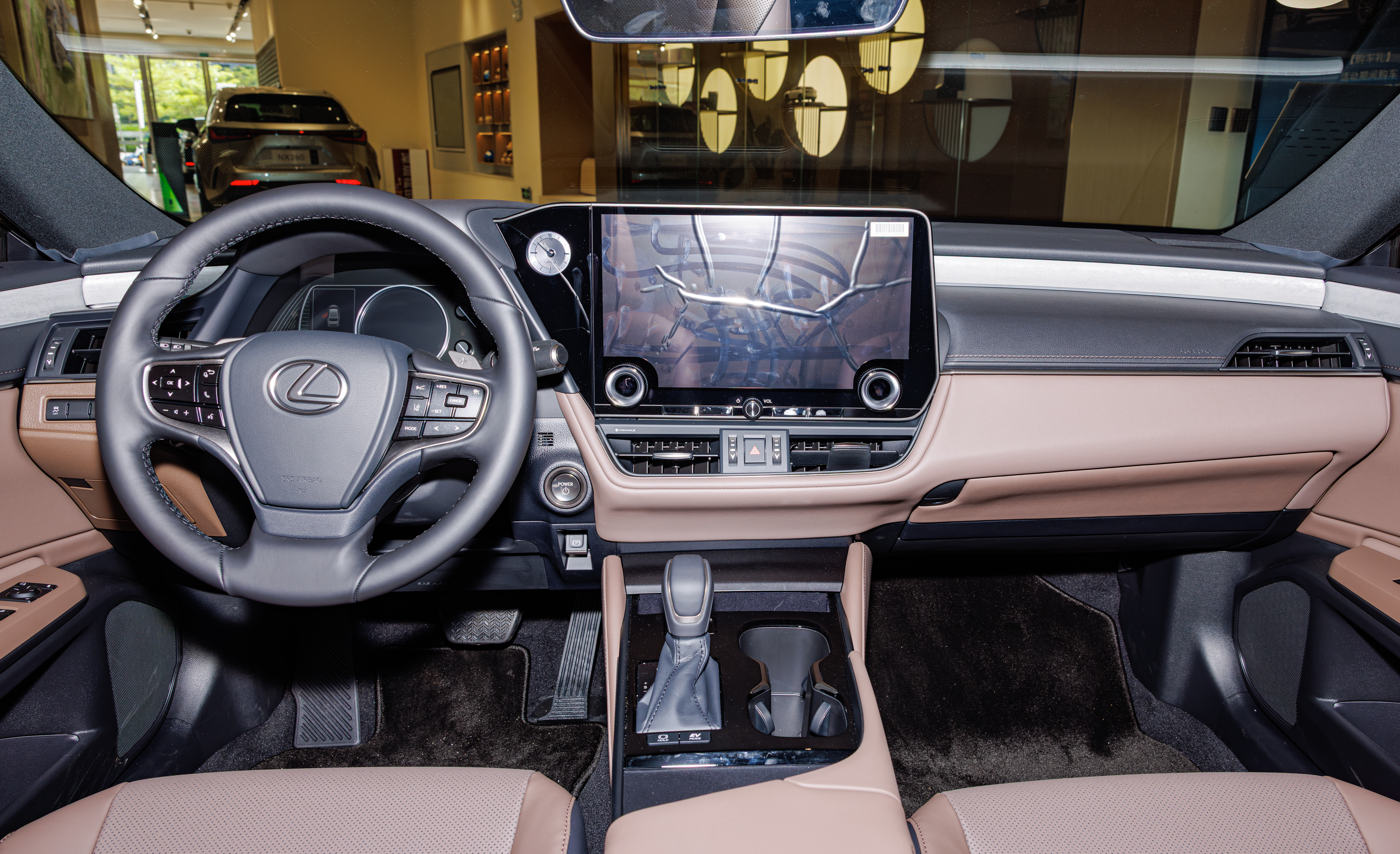
Cockpit des ES 300h (seit 2024)

### Technische Daten
|                                                       | ES 200 1                     | ES 250 1                     | ES 350 1                          | ES 350 2                          | ES 300h                                                  |
| Bauzeitraum                                           | seit Spätsommer 2018         | seit Spätsommer 2018         | seit Spätsommer 2018              | seit Spätsommer 2018              | seit Spätsommer 2018                                     |
| Motorbauart und Zylinderanzahl                        | R4-Ottomotor                 | R4-Ottomotor                 | V6-Ottomotor                      | V6-Ottomotor                      | R4-Ottomotor + Elektromotor                              |
| Hubraum                                               | 1998 cm³                     | 2487 cm³                     | 3456 cm³                          | 3456 cm³                          | 2487 cm³                                                 |
| max. Leistung Ottomotor                               | 110 kW (150 PS) bei 6500/min | 147 kW (200 PS) bei 6600/min | 183 kW (250 PS) bei 5000–6600/min | 222 kW (302 PS) bei 6500–6600/min | 131 kW (178 PS) bei 5700/min                             |
| max. Leistung Elektromotor                            | —                            | —                            | —                                 | —                                 | 88 kW (120 PS)                                           |
| Systemleistung                                        | —                            | —                            | —                                 | —                                 | 160 kW (218 PS)                                          |
| max. Drehmoment Ottomotor                             | 192 Nm bei 4700/min          | 243 Nm bei 5000/min          | 356 Nm bei 4600–4700/min          | 356 Nm bei 4600–4700/min          | 221 Nm bei 3600–5200/min                                 |
| max. Drehmoment Elektromotor                          | —                            | —                            | —                                 | —                                 | 202 Nm                                                   |
| Antrieb, serienmäßig                                  | Vorderradantrieb             | Vorderradantrieb             | Vorderradantrieb                  | Vorderradantrieb                  | Vorderradantrieb                                         |
| Getriebe, serienmäßig                                 | 6-Stufen-Automatikgetriebe   | 8-Stufen-Automatikgetriebe   | 8-Stufen-Automatikgetriebe        | 8-Stufen-Automatikgetriebe        | Stufenloses Getriebe                                     |
| Höchstgeschwindigkeit                                 | 210 km/h                     | 210 km/h                     | 210 km/h                          | 210 km/h                          | 180 km/h (abgeregelt)                                    |
| Beschleunigung, 0–100 km/h                            | 12,2 s                       | 9,1 s                        | 7,9 s                             | 7,3 s                             | 8,9 s                                                    |
| Kraftstoffverbrauch (nach EWG-Richtlinie, kombiniert) | 7,1 l Super                  | 6,6 l Super                  | 8,8 l Super                       | 8,8 l Super                       | 4,4–4,6 l Super                                          |
| CO2-Emission (kombiniert)                             |                              | 150 g/km                     |                                   | 201 g/km                          | 100–106 g/km                                             |
| Abgasnorm nach EU-Klassifikation                      |                              | Euro 6                       |                                   | Euro 6                            | Euro 6d-TEMP (ab 07/2020: Euro 6d) (ab 09/2024: Euro 6e) |

### Zulassungszahlen in Deutschland
Seit dem Marktstart 2018 bis einschließlich Dezember 2024 wurden in der Bundesrepublik Deutschland insgesamt 1.416 Lexus ES neu zugelassen.
|  |

|  |

|  |

|  |

|  |

|  |

|  |

|  |

|  |

|  |

|  |

|  |

|  |

|  |

|  |

|  |

|  |

|  |

|  |

|  |

|  |

|  |

|  |

|  |

|  |

|  |

|  |

|  |

|  |

|  |

|  |

|  |

|  |

|  |

|  |

|  |

|  |

|  |

|  |

|  |

|  |

|  |

|  |

|  |

|  |

|  |

|  |

|  |

|  |

|  |

|  |

|  |

|  |

|  |

|  |

|  |

|  |

|  |

|  |

|  |

|  |

|  |

|  |

|  |

|  |

|  |

|  |

|  |

|  |

|  |

|  |

|  |

|  |

|  |

|  |

|  |

|  |

|  |

|  |

|  |

|  |

|  |

|  |

|  |

|  |

|  |

|  |

|  |

|  |

|  |

|  |

|  |

|  |

|  |

|  |

|  |

|  |

|  |

|  |

|  |

|  |

|  |

|  |

|  |

|  |

|  |

|  |

|  |

|  |

|  |

|  |

|  |

|  | Benzin-Hybrid (1.416) |

|  | Benzin-Hybrid (1.416) |

## Achte Generation (ab 2025)
Die achte Generation orientiert sich optisch an den Ende November 2023 vorgestellten Studien LF-ZC (Lexus Future Zero-emission Catalyst) und LF-ZL und wurde im April 2025 auf der Shanghai Auto Show vorgestellt. In Europa soll die Markteinführung Anfang 2026 erfolgen.
Das Fahrzeug basiert auf der TNGA-K-Plattform von Toyota. Die Länge nahm auf 5,14 m zu. Der schwächere, rein elektrische ES 350e mit 165 kW (224 PS) Leistung hat Front-, der ES 500e mit 252 kW (343 PS) Allradantrieb. Im ES 350e wird ein Akku mit einem Energieinhalt von 76,96 kWh, im ES 500e mit 74,69 kWh verbaut. Die Reichweite nach WLTP soll in beiden Varianten rund 530 km betragen. Die maximale Ladeleistung gibt Lexus mit 150 kW an. Außerdem wird ein Otto-Hybrid mit 148 kW (201 PS) oder 182 kW (247 PS) angeboten; der Ottomotor hat 2,5 Liter Hubraum. Das Fahrwerk hat vorn MacPherson-Federbeine, die Hinterachse lenkt mit; dabei beträgt der größte Lenkwinkel vier Grad. Für die Türverkleidungen wird Bambus verwendet.

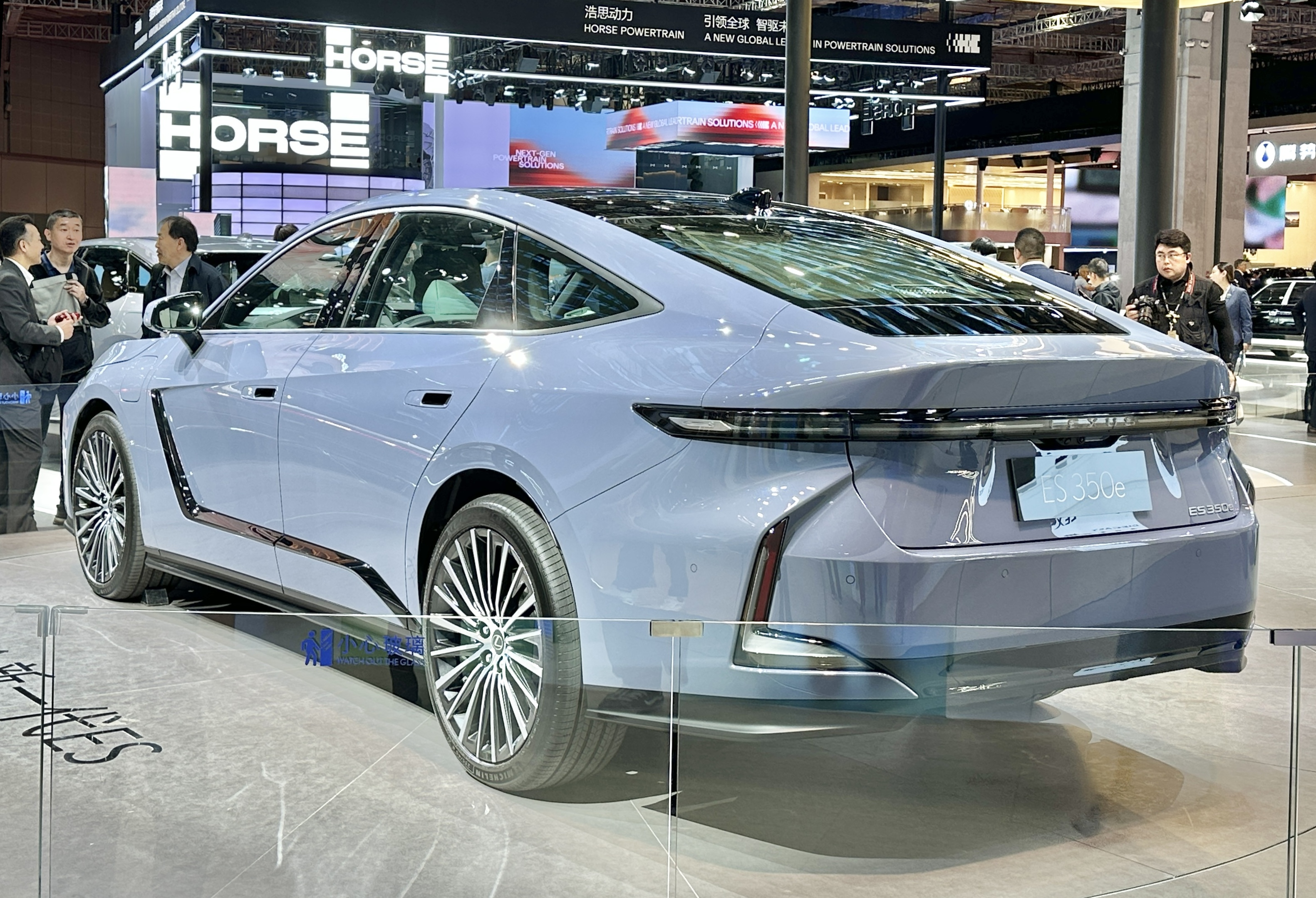
Heck der achten Generation, Serienmodell
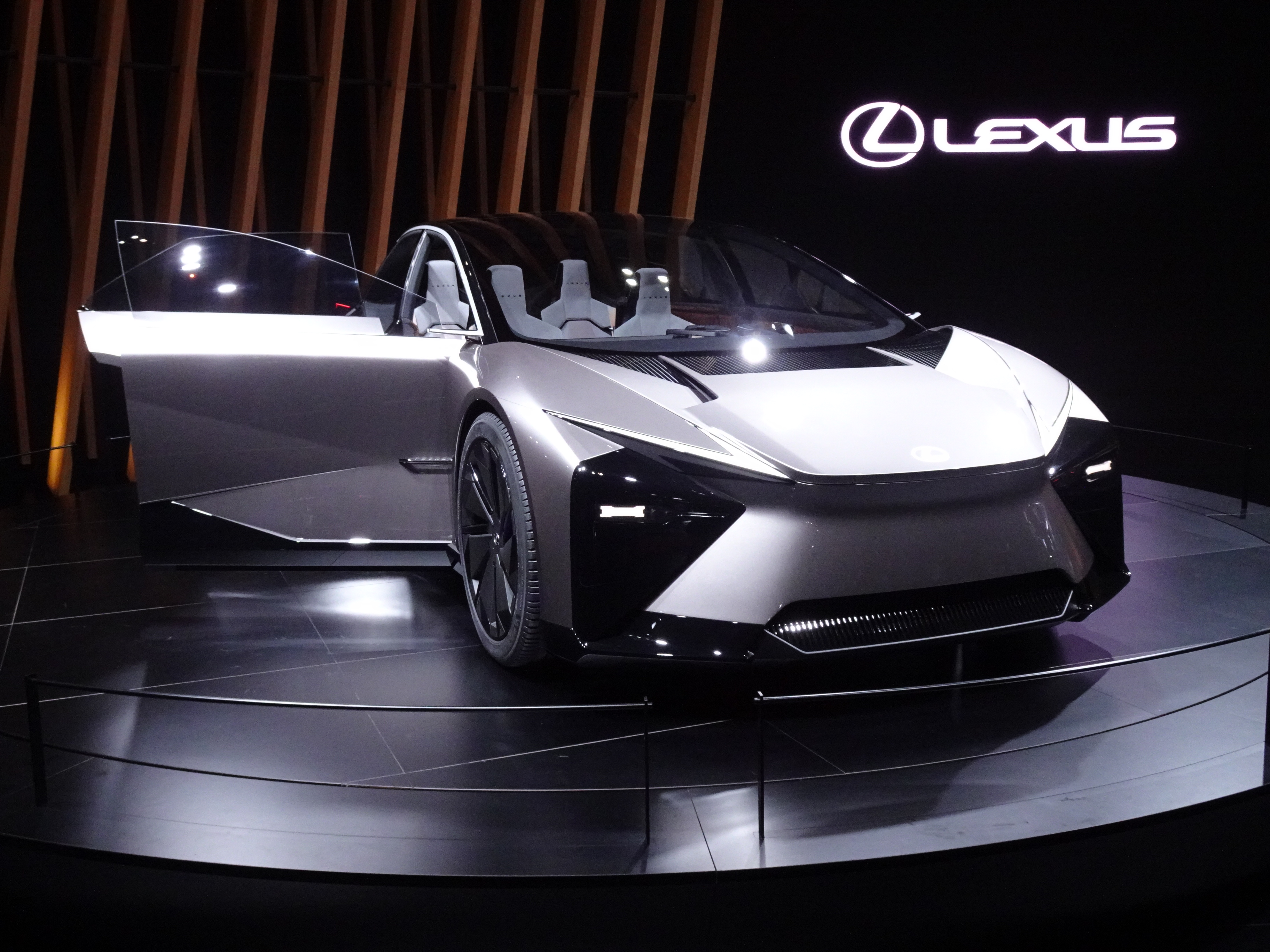
Studie LF-ZL, 2023
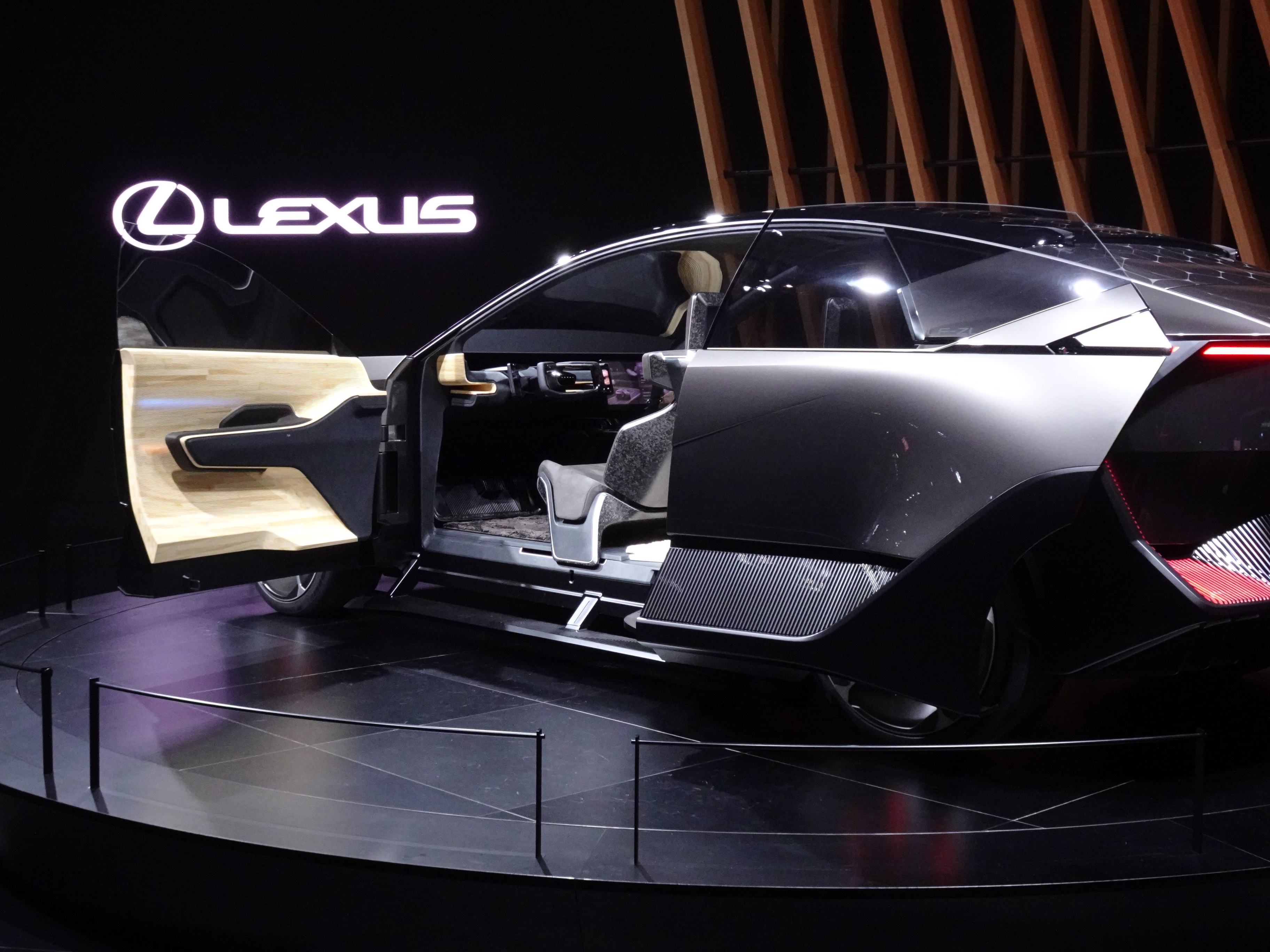
LF-ZL, Innenraum
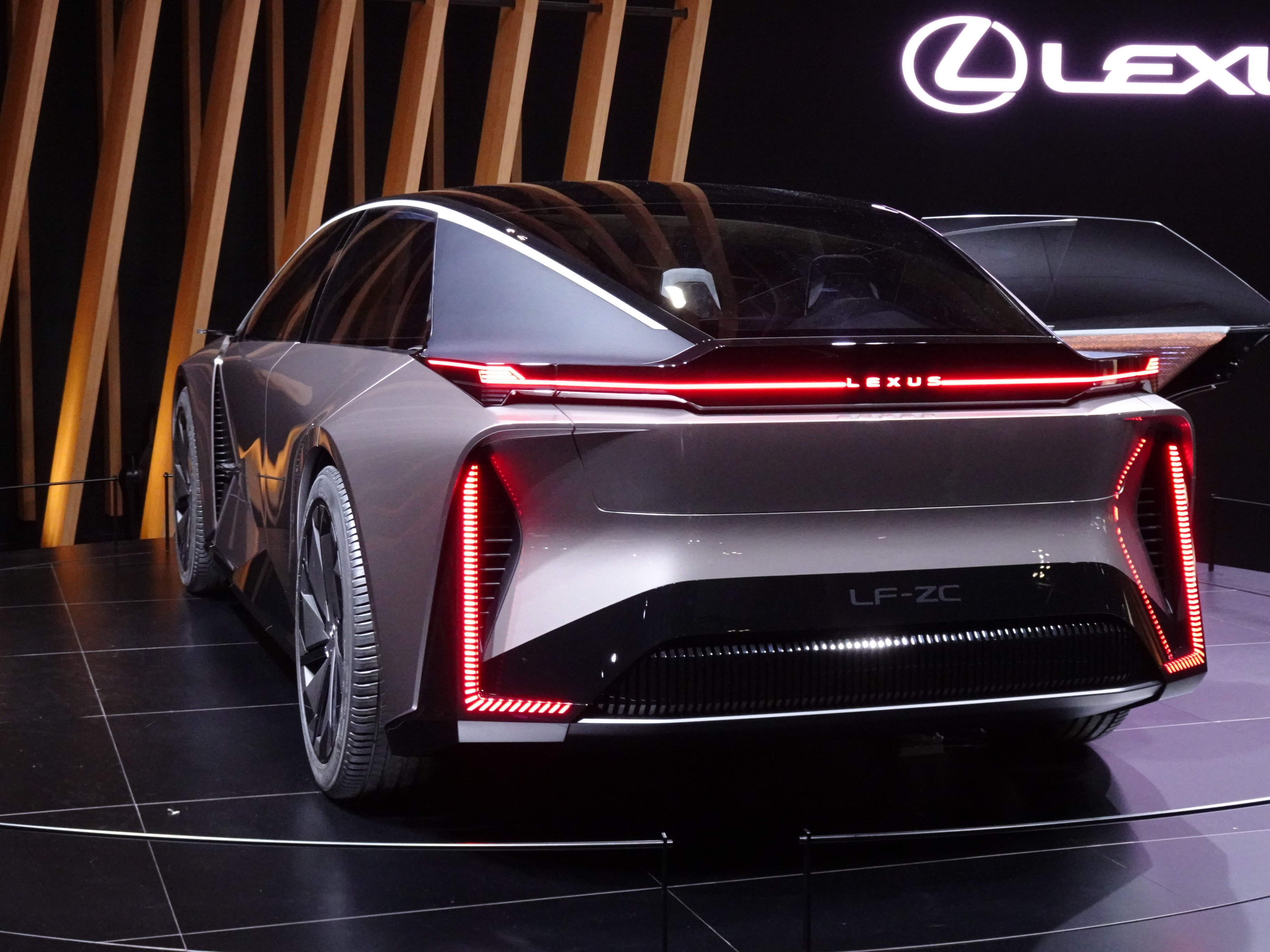
Studie LF-ZC

## Belege
1. ↑  https://www.adac.de/rund-ums-fahrzeug/autokatalog/marken-modelle/lexus/lexus-es
2. 1 2  Lexus ES als Ruhepol im Treiben der Business-Klasse. In: traunsteiner-tagblatt.de. 7. Juni 2018, archiviert vom Original (nicht mehr online verfügbar) am 12. Juni 2018; abgerufen am 7. Juni 2018.
3. 1 2 3 4 5 6 7 8  1990 Lexus ES 250 (V20) Sedan full range specs. In: automobile-catalog.com. Abgerufen am 10. Januar 2022.
4. ↑  1992 Lexus ES 300 (XV10) Sedan full range specs. In: automobile-catalog.com. Abgerufen am 10. Januar 2022.
5. 1 2 3 4  Cars-Directory.net: 1992 Lexus ES300 II VCV10 3.0 AT (185 Hp) specs. In: cars-directory.net. Abgerufen am 10. Januar 2022 (englisch).
6. 1 2 3 4 5 6 7 8  1997 Lexus ES III (XV20) 300 (223 PS) – Technische Daten, Verbrauch, Spezifikationen, Maße. In: auto-data.net. Abgerufen am 10. Januar 2022.
7. ↑  Review: 2005 Lexus ES 330. In: motortrend.com. 5. August 2005, abgerufen am 10. Januar 2022 (englisch).
8. 1 2 3 4 5  2002-06 Lexus ES 300/ES 330. In: consumerguide.com. 20. November 2015, abgerufen am 10. Januar 2022 (englisch).
9. 1 2 3 4  Lexus: Lexus ES 330 Automatic, 5-speed. In: car.info. Abgerufen am 10. Januar 2022.
10. 1 2 3 4  2001 Lexus ES IV (XV30) 300 (213 PS) – Technische Daten. In: auto-data.net. Abgerufen am 10. Januar 2022.
11. 1 2  Offizielle Sicherheitsbewertung Lexus ES. In: euroncap.com. Abgerufen am 25. Oktober 2018.
12. ↑  Jay Ramey: 2019 Lexus ES: 7 things to know. In: autonews.com. 1. Mai 2018, abgerufen am 7. Juni 2018 (englisch).
13. ↑  Jeff Perez: 2021 Lexus ES Gets All-Wheel Drive, Limited Black Line Trim. In: motor1.com. 20. August 2020, abgerufen am 20. August 2020 (englisch).
14. ↑  Uli Baumann, Gregor Hebermehl: Lexus ES Facelift: Viele kleine Änderungen plus neuer Grill. In: auto-motor-und-sport.de. 19. April 2021, abgerufen am 19. April 2021.
15. ↑  Adrian Padeanu: 2026 Lexus ES: This Is It. In: motor1.com. 15. November 2024, abgerufen am 15. November 2024 (englisch).
16. ↑  Neuzulassungen von Personenkraftwagen nach Marken und Modellreihen. In: Kraftfahrt-Bundesamt. Abgerufen am 8. Januar 2025.
Jahr 2018, Jahr 2019, Jahr 2020, Jahr 2021, Jahr 2022,
Jahr 2023,
Jahr 2024
17. 1 2  Lexus ES – Weltpremiere in Shanghai. In: auto-illustrierte.ch. Abgerufen am 30. April 2025.
18. 1 2 3  Redaktion: Neuer Lexus ES: Erstmals auch als vollelektrische Limousine. In: goingelectric.de. 23. April 2025, abgerufen am 1. Mai 2025.
19. ↑  Gabriel Gélinas: Lexus LF-ZC, LF-ZL Concepts to Hit the Road in 2026. In: guideautoweb.com. 25. Oktober 2023, abgerufen am 30. April 2025 (englisch).
20. ↑  Javier Lopez: Elektroautomobil Konzeptfahrzeuge: Lexus LF-ZC und LF-ZL. In: elektroautomobil.com. 3. Februar 2025, abgerufen am 30. April 2025.
21. 1 2  Sebastian Schaal: Lexus nennt weitere Daten zur E-Limousine ES. In: electrive.net. 21. Mai 2025, abgerufen am 21. Mai 2025.
22. ↑  Benja Hiller: Lexus ES (2026): Die 8. Generation kommt mit Fließheck. In: de.motor1.com. 21. Mai 2025, abgerufen am 21. Mai 2025.
23. ↑  Roland Hildebrandt: Neuer Lexus ES (2026): Elektrifizierte Limousine für Europa. In: de.motor1.com. 23. April 2025, abgerufen am 4. Mai 2025.
24. ↑  Liu Miao: All-new Lexus ES EV makes global debut at 2025 Shanghai Auto Show. In: carnewschina.com. 23. April 2025, abgerufen am 30. April 2025 (englisch).

Aktuelle Modelle
ES |
GX |
IS |
LBX |
LC |
LM |
LS |
LX |
NX |
RC |
RX |
RZ |
TX |
UX
Historische Modelle
CT |
GS |
HS |
IS-F |
LF-A |
SC
Konzeptfahrzeuge
2054 |
BEV |
FLV |
LF |
LF-1 |
LF-A |
LF-30 |
LF-CC |
LF-Ch |
LF-FC |
LF-Gh |
LF-LC |
LF-NX |
LF-SA |
LF-Xh |
LF-Z |
LF-ZC |
LF-ZL |
LS plus |
Minority Report |
ROV |
TS-650
Aktuelle Modelle, Europa:
Aygo X • bZ4X • bZ4X Touring • Camry • C-HR • C-HR+ • Corolla • Corolla Cross • Dyna • Highlander • Hilux • Land Cruiser • Mirai • Prius • Proace • Proace City • Proace Max • RAV4 • Supra • Urban Cruiser • Yaris • Yaris Cross
Ausgelaufene Modelle, Europa:
Auris • Avensis • Avensis Verso • Carina • Carina E • Celica • Corolla Tercel 4WD • Corolla Verso • Corona • Corona Mark II • Cressida • GR86 • GT86 • Hiace • iQ • LiteAce • Mark II • Model F • MR2 • Paseo • Picnic • Previa • Prius+ • 4Runner • Starlet • Tercel • Tercel 4WD • Verso • Verso-S • Yaris Verso • 1000
Aktuelle, nicht in Europa angebotene Modelle:
Agya • Allion • Alphard • bZ3 • bZ3X • bZ5 • bZ7 • Aqua • Avalon • Avanza • Belta • Bozhi 4X • Calya • Century • Century SUV • Coaster • Commuter • Copen • C+pod • Crown • Crown Crossover • Crown Kluger • Crown Signia • Crown Sport • Corolla Axio • Corolla EX • Corolla Fielder • Corolla Sedan • Fortuner • Frontlander • Glanza • GR86 • Grand Hiace • Grand Highlander • Granvia • Harrier • Hilux Champ • Innova • Izoa • Kijang Innova • JPN Taxi • Kluger • Land Cruiser Prado • LiteAce • Noah • Pixis • Probox • Pyxis • Quantum • Raize • RegiusAce • Roomy • Rumion • 4Runner • Rush • Sequoia • Ses'fikile • Sienna • Sienta • Starlet • Starlet Cross • Tacoma • TownAce • ToyoAce • Tundra • Urban Cruiser Hyryder • Urban Cruiser Taisor • Vellfire • Veloz • Ventury • Ventury Majesty • Venza • Vios • Vitz • Voxy • Wigo • Wildlander • Yaris Sedan
Ausgelaufene, nicht in Europa angebotene Modelle:
Allex • Altezza • Aristo • Aurion • Bandeirante • bB • Blade • Blizzard • Brevis • Briska • Bundera • BJ40 • Caldina • Cami • Camry Solara • Carina ED • Carri • Cavalier • Chaser • Classic • Comfort • Condor • Conquest • Corolla AllTrac • Corolla Altis • Corolla Conquest • Corolla Rumion • Corolla Spacio • Corolla Tercel • Corolla Wagon 4WD • Corolla II • Corona Absolute • Corona Exisor • Corona EXiV • Corona Coupé • Corona Premio • Corona SF • Corona Super Roomy • Corsa • Cresta • Curren • Cynos • Dario Terios • Deliboy • Duet • Echo • Esquire • Estima • Etios • FB • FJ Cruiser • Fun Cargo • Gaia • Granvia • Regius • HJ40 • Hilux Surf • iA5 • Ipsum • Isis • Ist • ix4 • Kijang • KL300 • LiteAce Noah • Lexcen • Mark II BLIT • Mark II Qualis • Mark V • Mark X • Mark X Zio • Master • MasterAce • MasterAce Surf • Massy Dyna • Matrix • Mega Cruiser • MiniAce • Opa • Origin • Passo • Passo Sette • Platz • Porte • Prado • Premio • Prius c • Progrés • Pronard • Publica • Qualis • Quick Delivery • Ractis • Raum • Reiz • Revo • Revo II • RK • Rukus • SAI • Scepter • Sera • Soarer • Solara • Soluna • Space Cruiser • Spade • Sports 800 • Sprinter • Sprinter Carib • Stallion • Stout • Street Affair • Succeed • Super • SV-3 • T100 • Tamaraw • Tank • Tarago • Tazz • Tercel Wagon • Tiara • TownAce Noah • TrailBlazer • Trekker • Unser • Van • Vanguard • Venture • Verossa • Vista • VM180 Zagato • Voltz • Windom • Winnebago • WISH • Wolverine • Zaice • Z-Ace • Zelas • 1900 • 2000GT • 2000VX • RR • RH • SA • SB • SC • SF • SG • FH24 • FHJ • SD • FJ40 • FA/DA • EA • EB • A1 • B • BA • BB • BC • AB • AC • AE • Toyoda AA
Konzeptautos:
Toyota FCHV • Toyota i-Road